# 유럽의 세계유산
다음은 유럽의 유네스코 세계유산 목록이다.

## 그리스

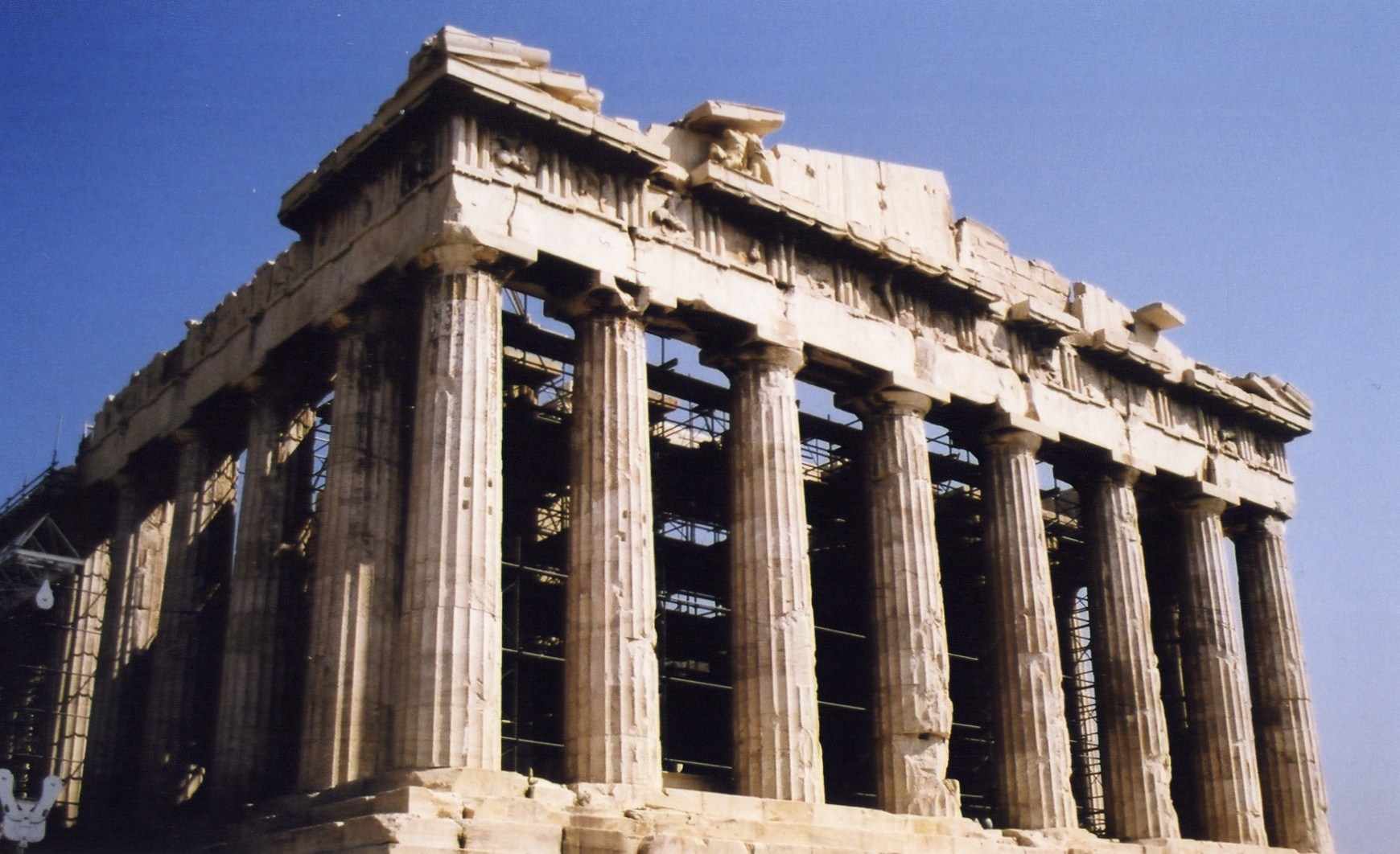
아테네의 아크로폴리스

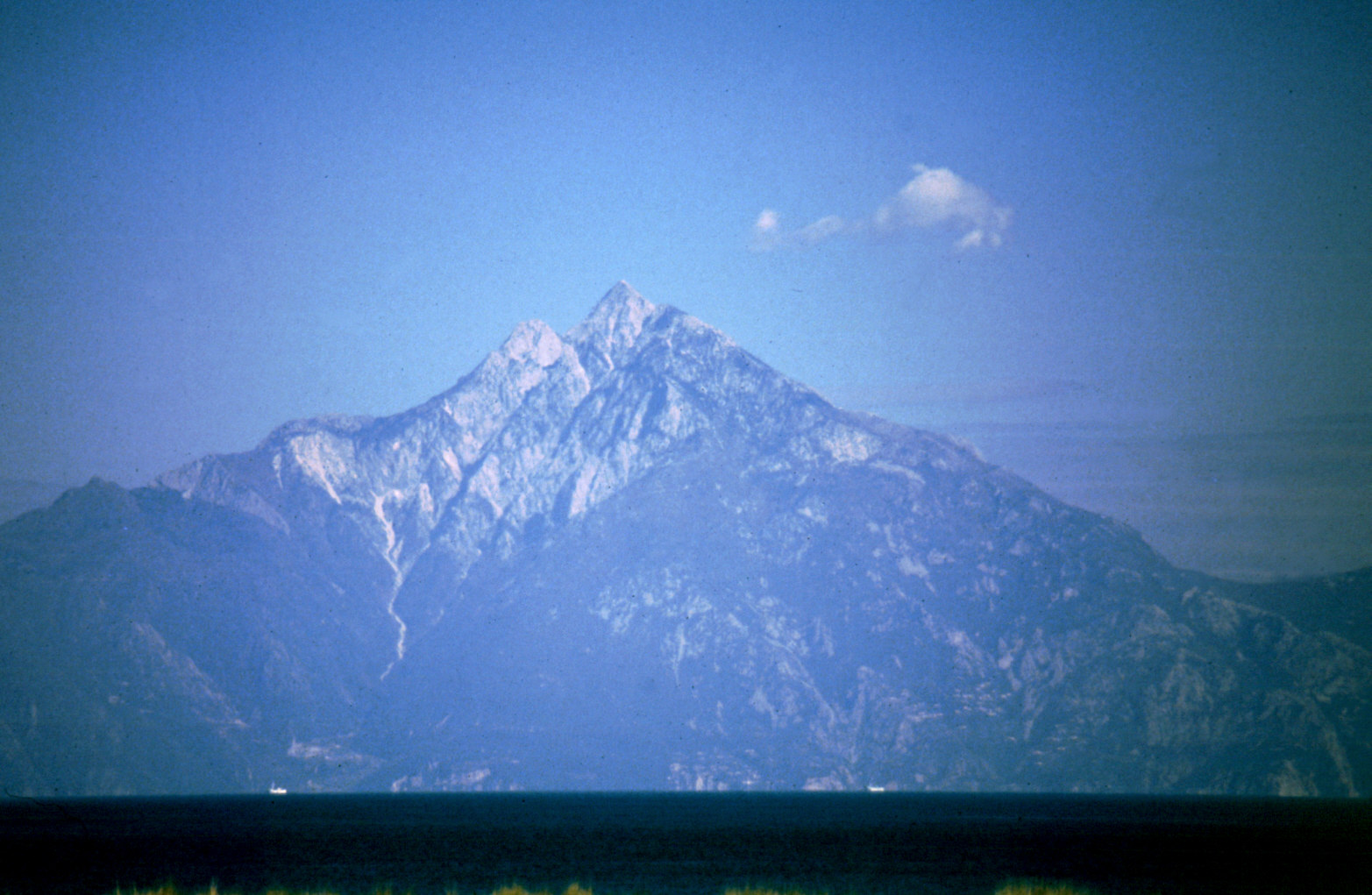
아토스산

- 밧새의 아폴로 에피큐리우스 신전 (1986)
- 델포이 고고 유적 (1987)
- 아테네의 아크로폴리스 (1987)
- 아토스산 (1988)
- 테살로니키의 초기 기독교 및 비잔틴 기념물군 (1988)
- 에피다우로스의 아스클레피오스 신전 (1988)
- 로도스 중세 도시 (1988)
- 메테오라 수도원 (1988)
- 올림피아 고고 유적 (1989)
- 미스트라스의 고고 유적 (1989)
- 델로스섬 (1990)
- 다프니 수도원, 오시오스 루카스, 키오스 섬의 네아모니 수도원(1990)
- 사모스섬의 피타고레이온과 헤라 신전 (1992)
- 아이가이 (베르기나) 고고 유적 (1996)
- 미케네•티린스 고고 유적 (1999)
- 성 요한 신학자 수도원과 파트모스 섬 요한계시록 동굴, 1999)
- 코르푸 옛 시가지 (2007)
- 필리피 고고 유적 (2016)
- 자고리 문화 경관 (2023)
- 미노스 궁정 중심지 (2025)

## 네덜란드
- 스호클란트와 주변 지역 (1995)

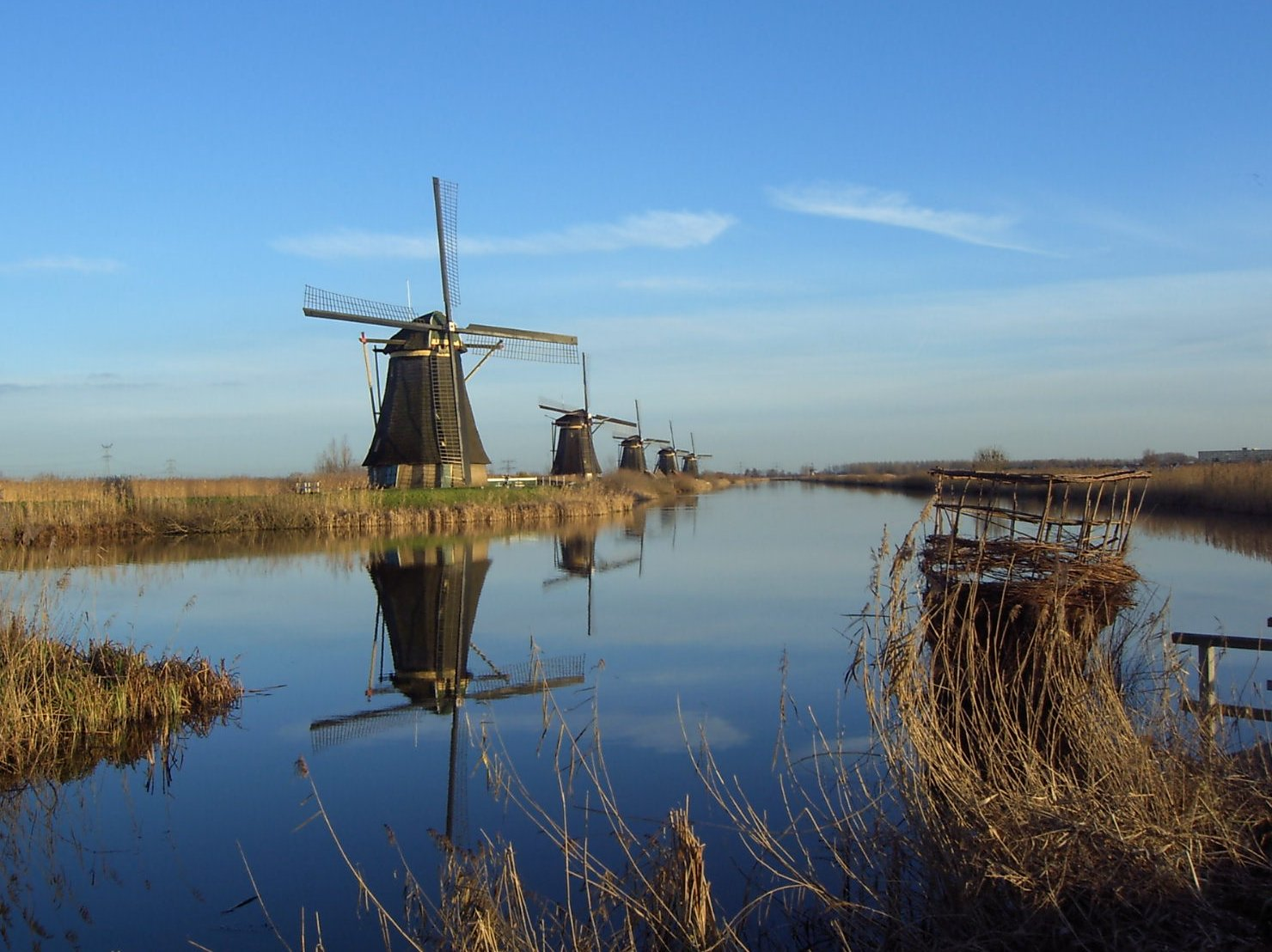
킨데르데이크와 엘스하우트의 풍차 네트워크

- 암스테르담 운하 방어선 (1996,2021)
- 킨데르데이크-엘스하우트 풍차망 (1997)
- 빌렘스타트 역사 지구, 도심과 항구 (1997)
- D.F 보우다 증기기관 양수장 (1998)
- 베임스터르 간척지 (1999)
- 리트펠트 슈뢰더 하우스 (2000)
- 바덴해 (2009, 2011, 2014)
- 싱겔 운하 내 암스테르담의 17세기 원형 운하 지역(2010)
- 판 넬레 공장 (2014)
- 자선 정착촌 (2021)
- 로마 제국 - 저지 독일 국경 (2021)
- 프라네커르의 '에이싱아 플라네타륨' (2023)

## 노르웨이
- 브뤼겐 (1979)
- 우르네스 목조 교회 (1979)

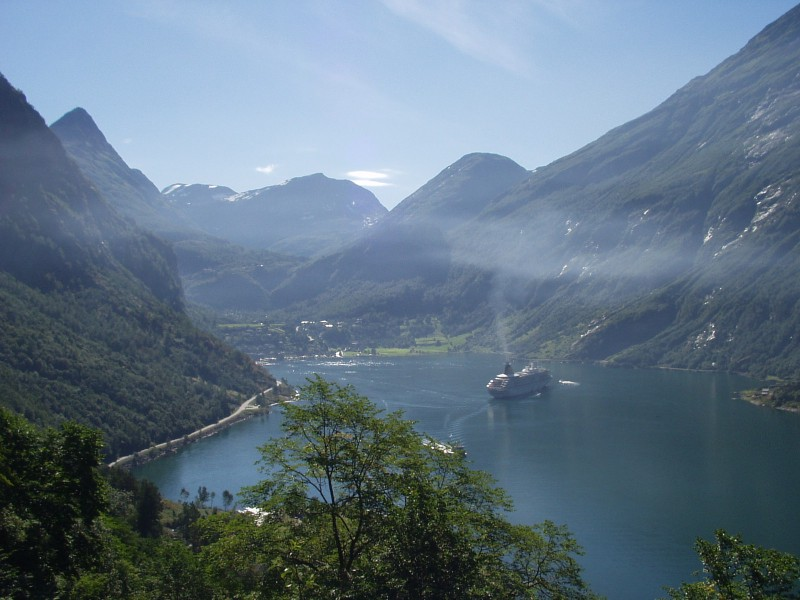
게이랑에르피요르드

- 뢰로스 광산 도시 (1980, 2010)
- 알타의 암각화 (1985)
- 베가 제도 (2004)
- 스트루베 측지 아크 (2005)
- 노르웨이 서부 피오르드 - 에이랑에르피오르드와 네이로이피오르드 (2005)
- 리우칸-토노덴 산업유산유적 (2015)

## 덴마크
- 옐링의 고분 비석과 성당 (1994)
- 로스킬레 대성당 (1995)
- 크론보르성 (2000)
- 일룰리사트 얼음 피오르드 (2004)

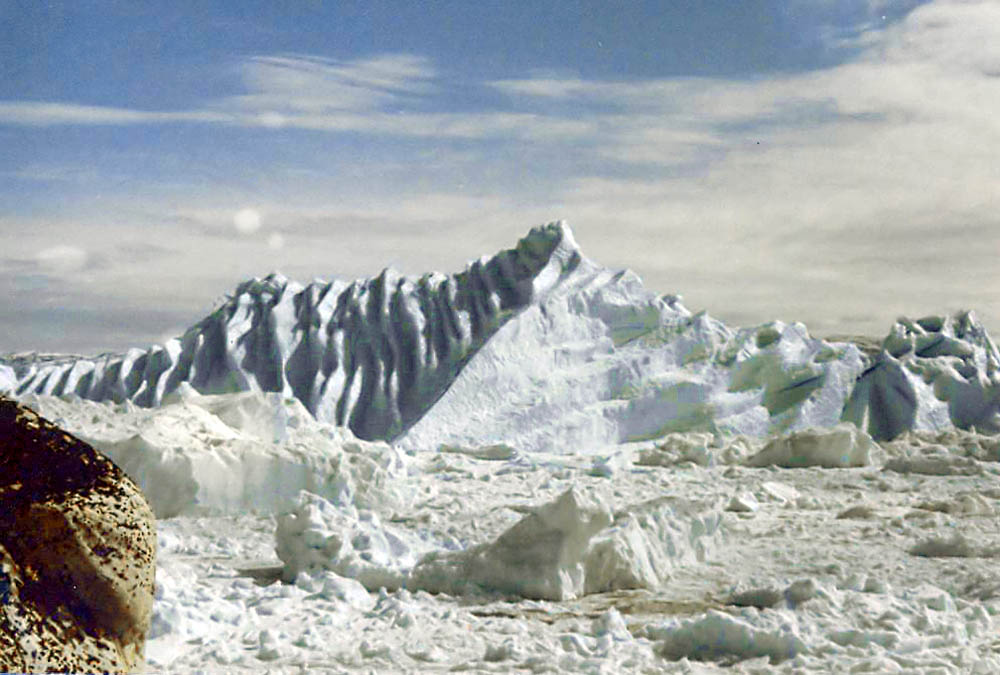
일룰리사트 얼음피요르드

- 바덴해(2009, 2011, 2014)
- 스테운스 클린트 (2014)
- 크리스티안스펠트, 모라비아 교회 정착촌 (2015)
- 노스셸란의 '파 포스 사냥' 경관 (2015)
- 쿠자타 그린란드: 빙원 지역에서의 노르웨이와 이누이트 농경 (2017)
- 아시비수이트-니피사트. 얼음과 바다 사이의 이누이트 사냥지 (2018)
- 바이킹 시대의 환상 요새 (2023)
- 묀스 클린트 (2025)

## 독일
- 아헨 대성당 (1978)
- 슈파이어 대성당 (1981)
- 뷔르츠부르크 주교관 (1981)
- 비스 순례 성당 (1983)

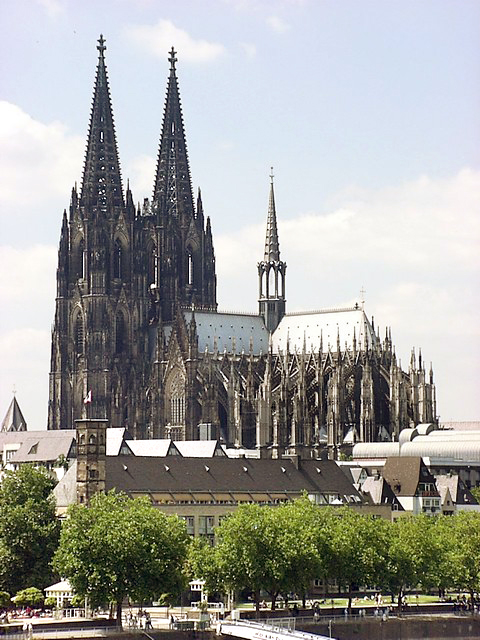
쾰른 대성당

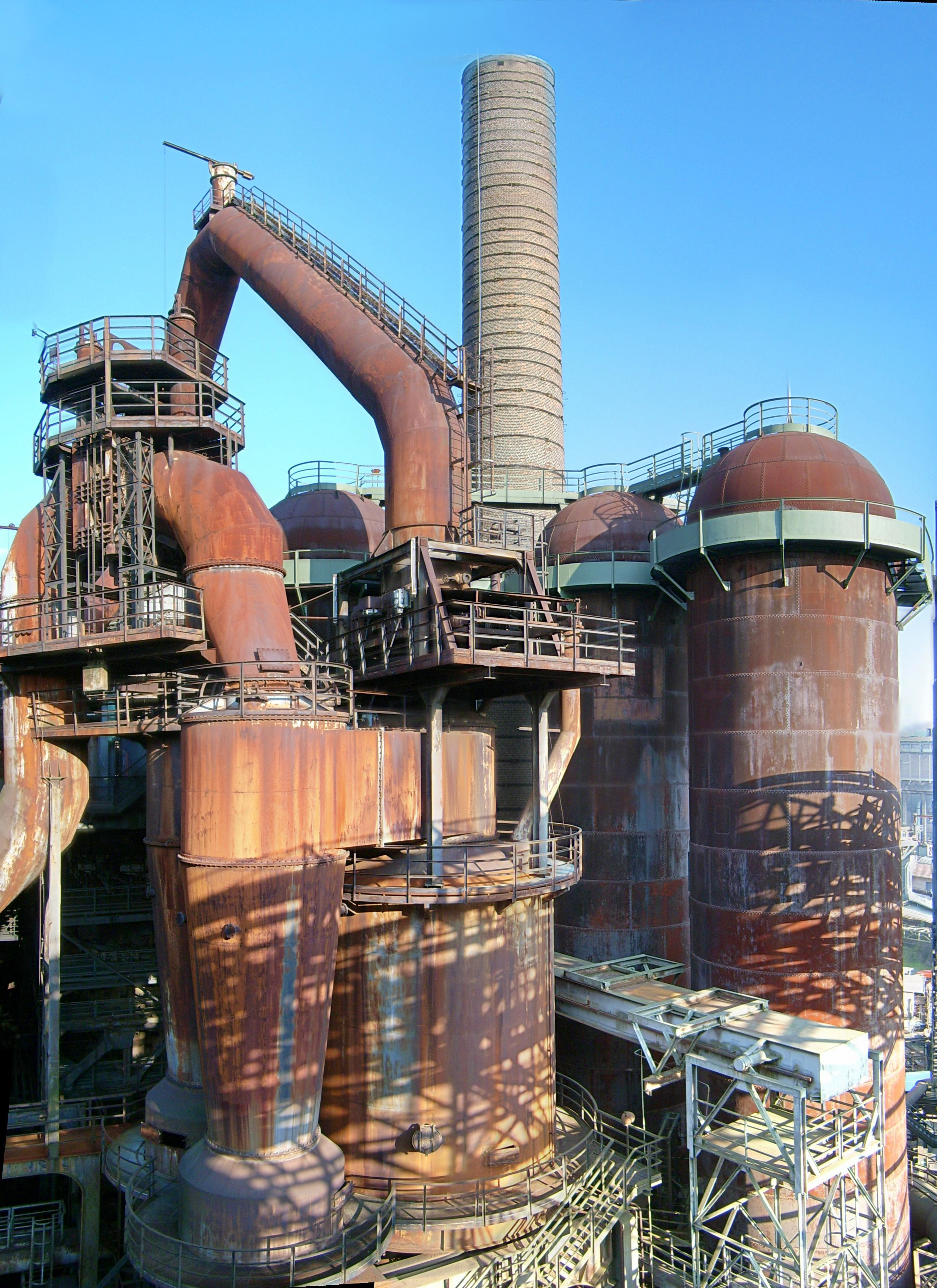
푀크링겐 제철소

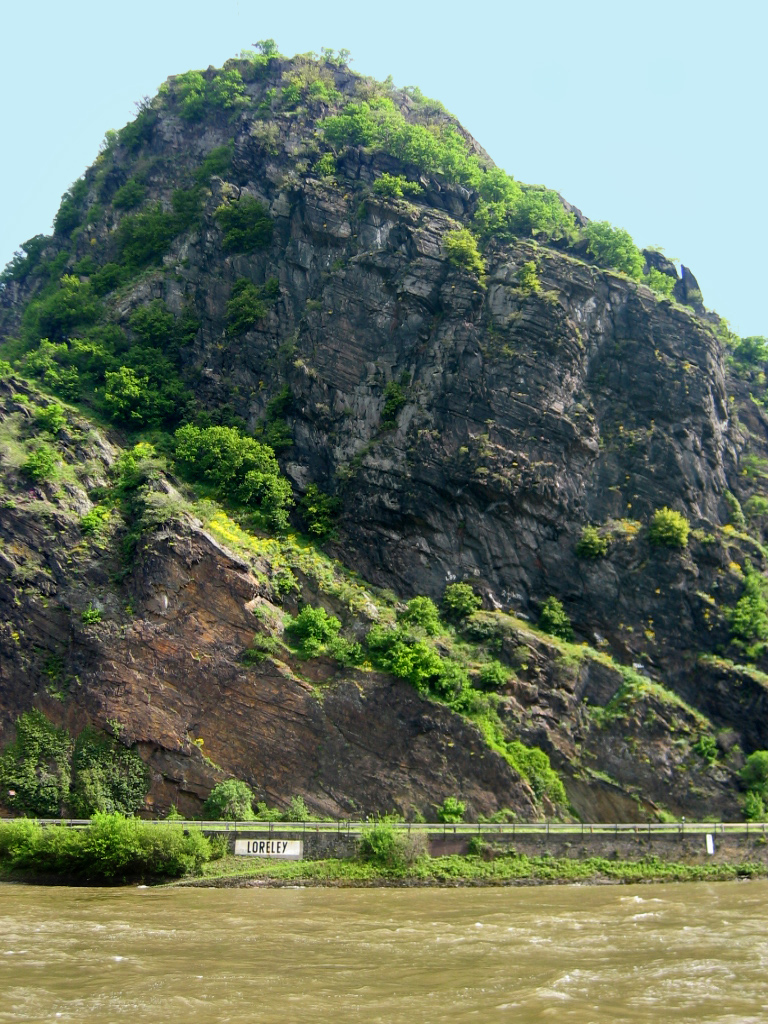
로렐라이(중북부 라인 계곡)

- 브륄의 아우구스투스부르크 성과 팔켄루스트 (1984)
- 힐데스하임 성 마리아 성당과 성 미카엘 교회 (1985)
- 트리어 로마 유적, 성 베드로 성당과 성모 마리아 성당(1986)
- 로마 제국 국경 (1987, 2005, 2008)
- 한자 동맹 도시 뤼베크 (1987)
- 포츠담과 베를린의 궁전과 공원 (1990, 1992, 1999)
- 로르슈의 수도원과 알텐뮌스터 (1991)
- 람멜스부르크 광산과 고슬라 옛 시가지 및 오베르하르츠의 물 관리 시스템 (1992,2010)
- 밤베르크 중세 도시유적 (1993)
- 마울브론 수도원 지구 (1993)
- 크베들린부르크의 협동교회, 성채, 옛 시가지 (1994)
- 푈클링겐 제철소 (1994)
- 메셀 화석유적 (1995)
- 쾰른 대성당 (1996)
- 바우하우스와 바이마르•데사우•베르마나의 바우하우스 유산 (1996,2017)
- 아이슬레벤과 비텐베르크의 루터 기념물 (1996)
- 바이마르 고전주의 고장 (1998)
- 베를린 박물관 섬 (1999)
- 바르트부르크성 (1999)
- 라이헤나우 수도원 섬 (2000)
- 데사우 뵐리츠 정원 (2000)
- 에센의 촐페어아인 탄광 산업단지 (2001)
- 슈트랄준트와 비스마르 역사지구 (2002)
- 라인 계곡 중상류 (2002)
- 드레스덴 엘베 계곡(2004), 2009년에 제명됨
- 브레멘 시청과 롤란트상 (2004)
- 무스카우어 공원 / 무자코프스키 공원 (2004)
- 레겐스부르크 옛 시가지와 슈타트암호프 (2006)
- 카르파티아 및 유럽의 기타 지역에 생육하는 고대 및 원시 너도밤나무 숲 (2007, 2011, 2017, 2021)
- 베를린 모더니즘 주택 단지 (2008)
- 바덴해 (2009, 2011, 2014)
- 알펠트의 파구스공장 (2011)

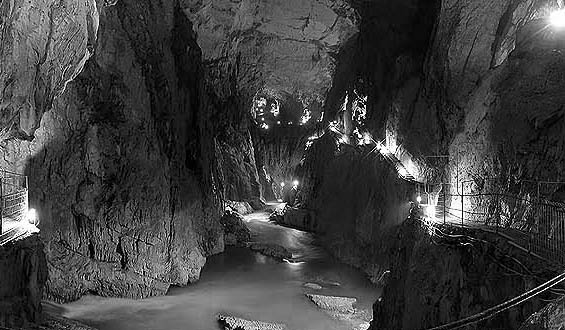
슈코찬 동굴

- 알프스 주변의 선사시대 호상 가옥 (2011)
- 바이로이트 마르크그라프 오페라 하우스 (2012)
- 베르그파르크 빌헬름스회에 (2013)
- 카롤링거 시대의 베스트보르크와 코르바이 키비타스 (2014)
- 슈파이허슈타트와 칠레하우스가 있는 콘토르하우스 지구 (2015)
- 르 코르뷔지에의 건축 작품, 모더니즘 운동에 관한 탁월한 기여 (2016)
- 슈베비셰 알프에 있는 동굴과 빙하기 예술 (2017)
- 나움부르크 성당 (2018)
- 헤데비와 다네비르케의 경계 고고 유적군 (2018)
- 에르츠게비르게/크루쉬노호지 광산 지역 (2019)
- 아우크스부르크의 수관리 시스템 (2019)
- 유럽의 대 온천 마을 (2021)
- 다름슈타트 마틸덴회헤 (2021)
- 로마 제국 - 저지 독일 국경 (2021)
- 로마 제국 - 서부 다뉴브 국경 (2021)
- 슈파이어, 보름스, 마인츠의 슘(ShUM) 유적지 (2021)
- 에르푸르트의 유대인-중세 유산 (2023)
- 모라비아 교회 정착지 (2024)
- 슈베린 거주지역 (2024)
- 바이에른 국왕 루트비히 2세의 궁전: 노이슈반슈타인, 린더호프, 샤헨 및 헤렌힘제 (2025)

## LVA

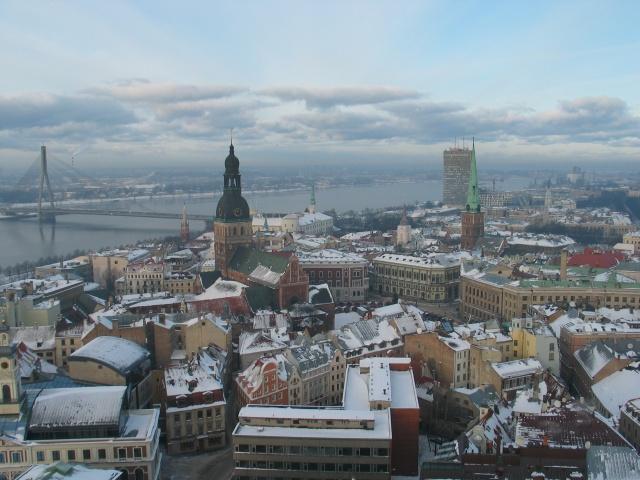
리가 역사지구

## EST

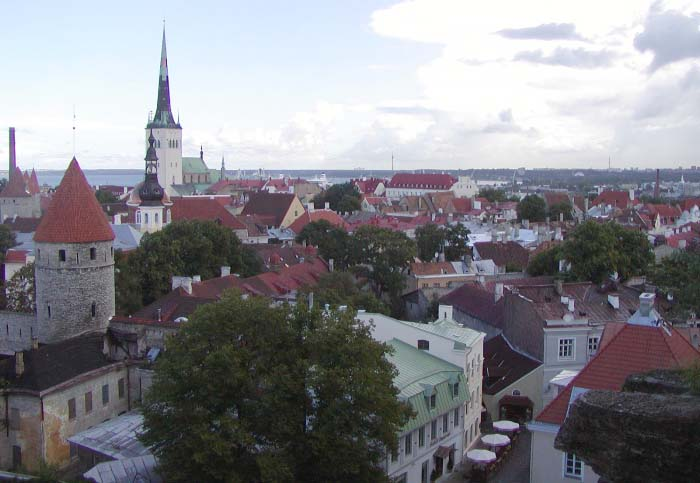
탈린 역사지구

## 라트비아
- 리가 역사지구 (1997)
- 스트루베 측지 아크 (2005)
- 쿨디가 구시가지 (2023)

## 러시아

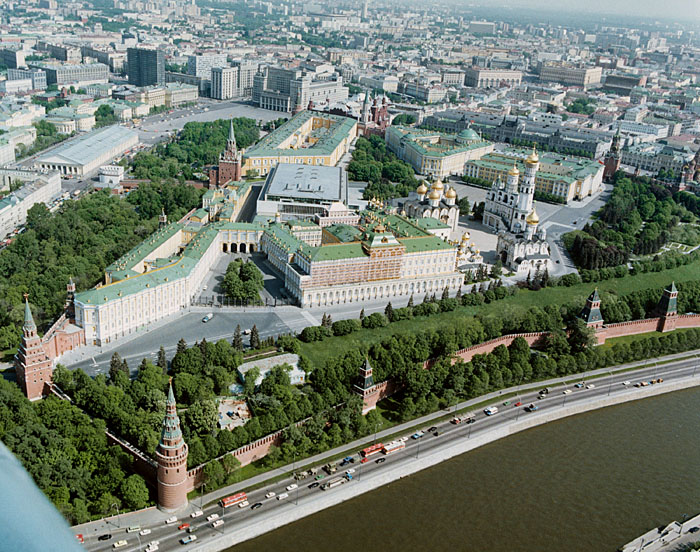
모스크바의 크렘린

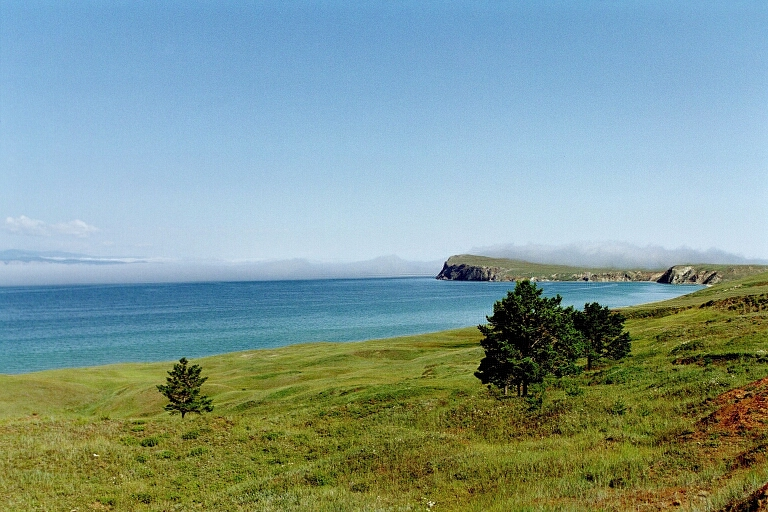
바이칼 호

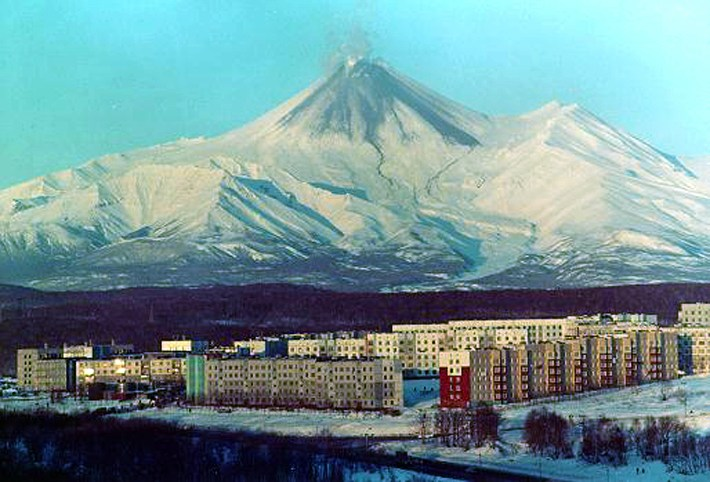
아바친스키 화산
(캄차카반도의 화산군)

- 상트페테르부르크 역사 지구와 관련 기념물군 (1990)
- 키지 포고스트 (1990)
- 모스크바의 크렘린과 붉은 광장 (1990)
- 노브고로드 역사 기념물군과 주변 건축물 (1992)
- 솔로베츠키 제도 문화 역사 유적군 (1992)
- 블라디미르와 수즈달의 백색 기념물군 (1992)
- 세르기예프포사트의 성 세르기우스 삼위일체 수도원 (1993)
- 콜로멘스코예의 예수 승천 교회 (1994)
- 코미 원시림 (1995)
- 바이칼호 (1996)
- 캄차카 화산군 (1996, 2001)
- 알타이 황금 산맥 (1998)
- 캅카스 서부 지역 (1999)
- 페라폰토프 수도원 유적 (2000)
- 카잔 크렘린 역사 건축물 (2000)
- 쿠로니아 사주 (2000)
- 시호테알린산맥 중부지역 (2001, 2018)
- 데르벤트의 성채, 고대도시, 요새건물 (2003)
- 우브스 노르 분지 (2003)
- 브란겔섬의 자연보호지역 (2004)
- 노보데비치 수녀원 (2004)
- 야로슬라블 역사지구 (2005)
- 스트루베 측지 아크 (2005)
- 푸토라나고원 (2010)
- 레나 필라스 자연공원 (2012)
- 볼가르 역사 고고 유적군 (2014)
- 스비야시스크 섬도시에 있는 성모승천대성당과 수도원 (2017)
- 다우리아 경관 (2017)
- 프스코프 학파의 성당 건축물 (2019)
- 오네가호와 백해의 암각화 (2021)
- 카잔 연방 대학교 천문대 (2023)
- 케노제로 호수 문화 경관 (2024)
- 슐간타시 동굴의 암벽화 (2025)

## 루마니아
- 다뉴브강 삼각주 (1991)

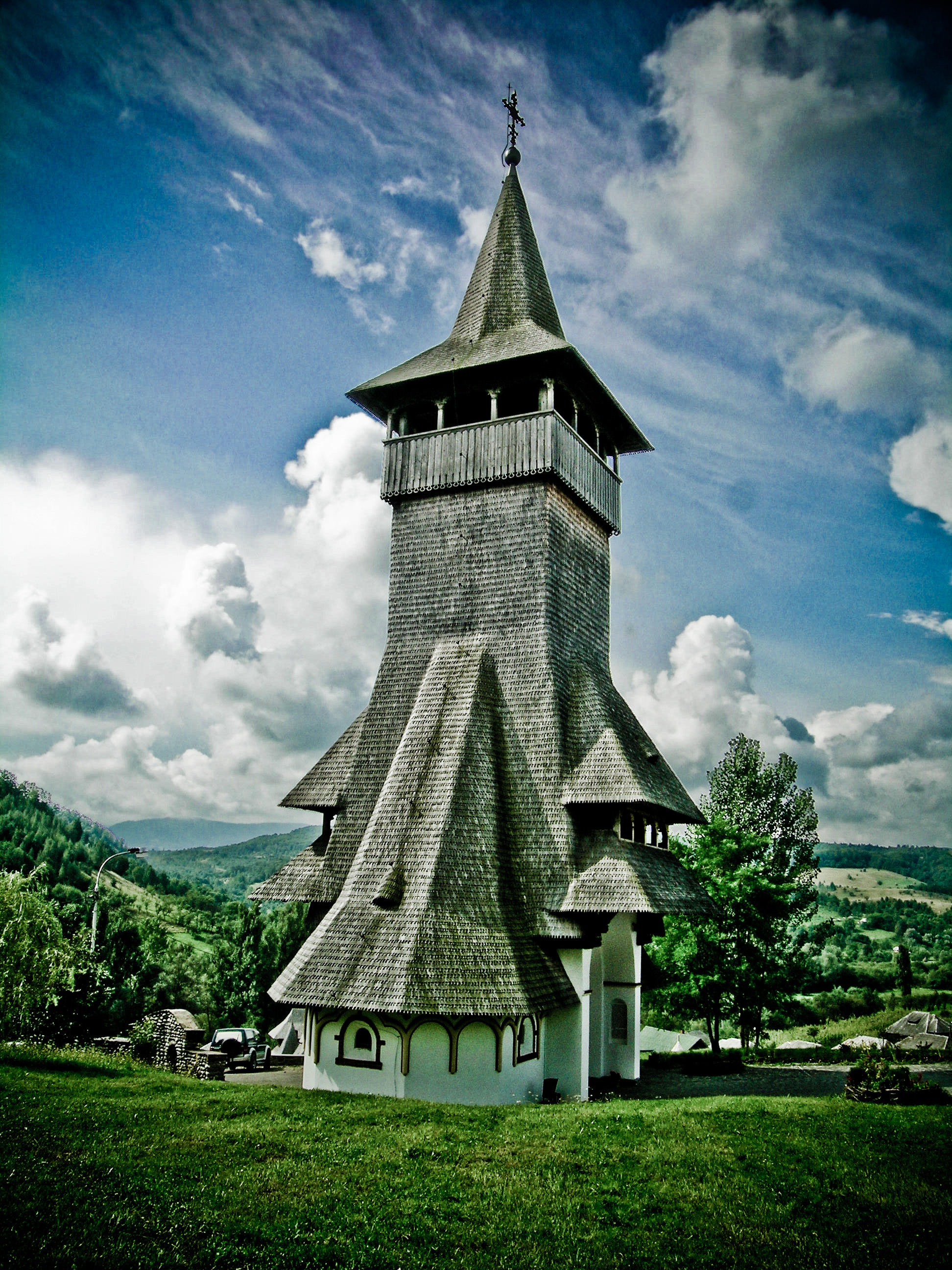
마라무레슈 목조 교회

- 트란실바니아 요새교회 (1993, 1999)
- 몰다비아 교회군 (1993,2010)
- 호레주 수도원 (1993)
- 시기쇼아라 역사지구 (1999)
- 마라무레슈 목조교회 (1999)
- 오러슈티에 산맥의 다키아 요새 (1999)
- 카르파티아 및 유럽의 기타 지역에 생육하는 고대 및 원시 너도밤나무 숲(2007, 2011, 2017, 2021)
- 로시아 몬타너 광산 경관 (2021)
- 트르구지우의 브랑쿠시 기념물 앙상블 (2024)
- 로마 제국 - 다키아 국경 (2024)

## 룩셈부르크

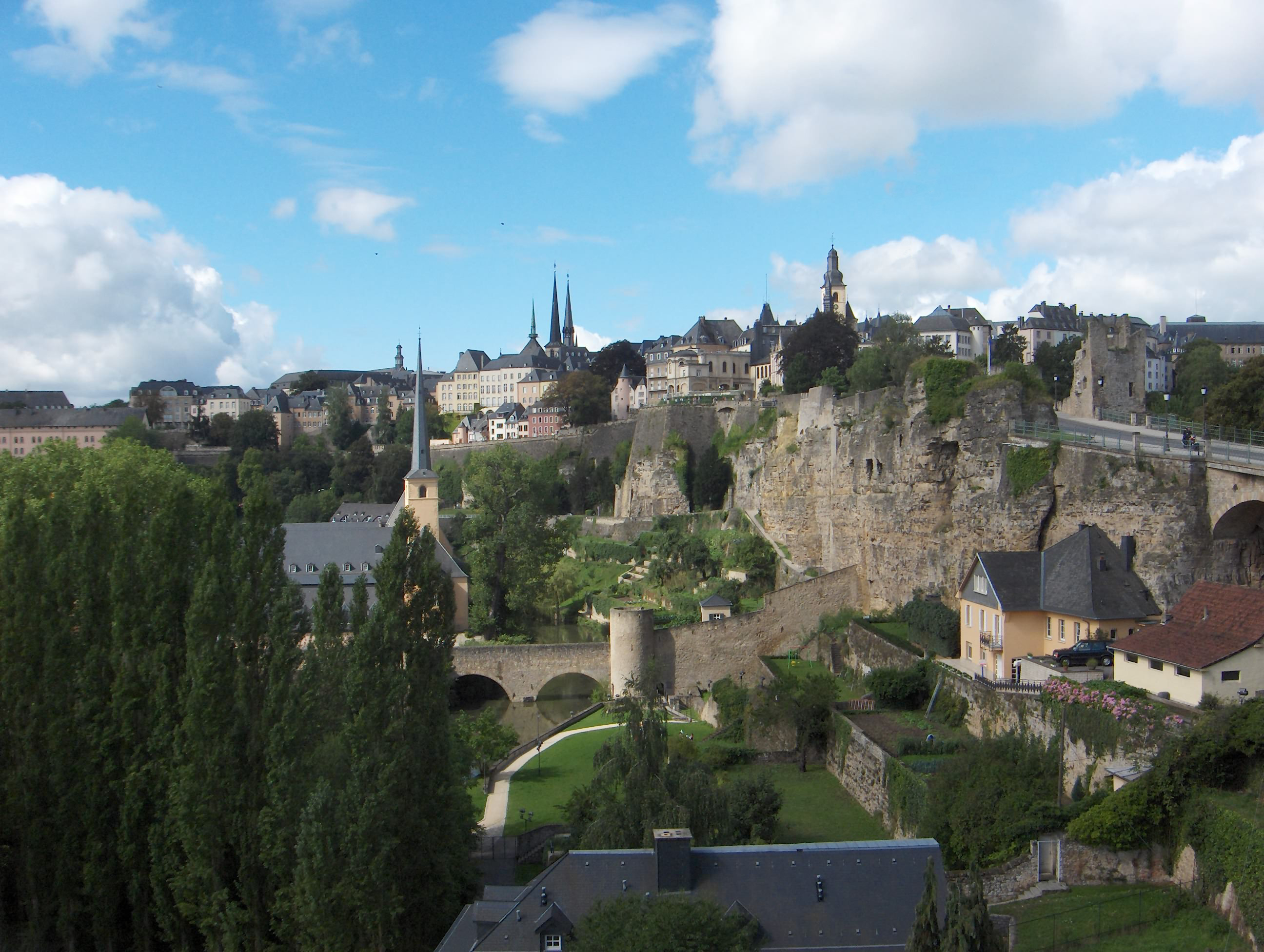
룩셈부르크 도시의 성벽

- 룩셈부르크 중세 요새 도시 (1994)

## 리투아니아
- 빌뉴스 역사 지구 (1994)
- 쿠로니아 사주 (2000)
- 케르나베 고고 유적 (2004)
- 스트루베 측지 아크 (2005)

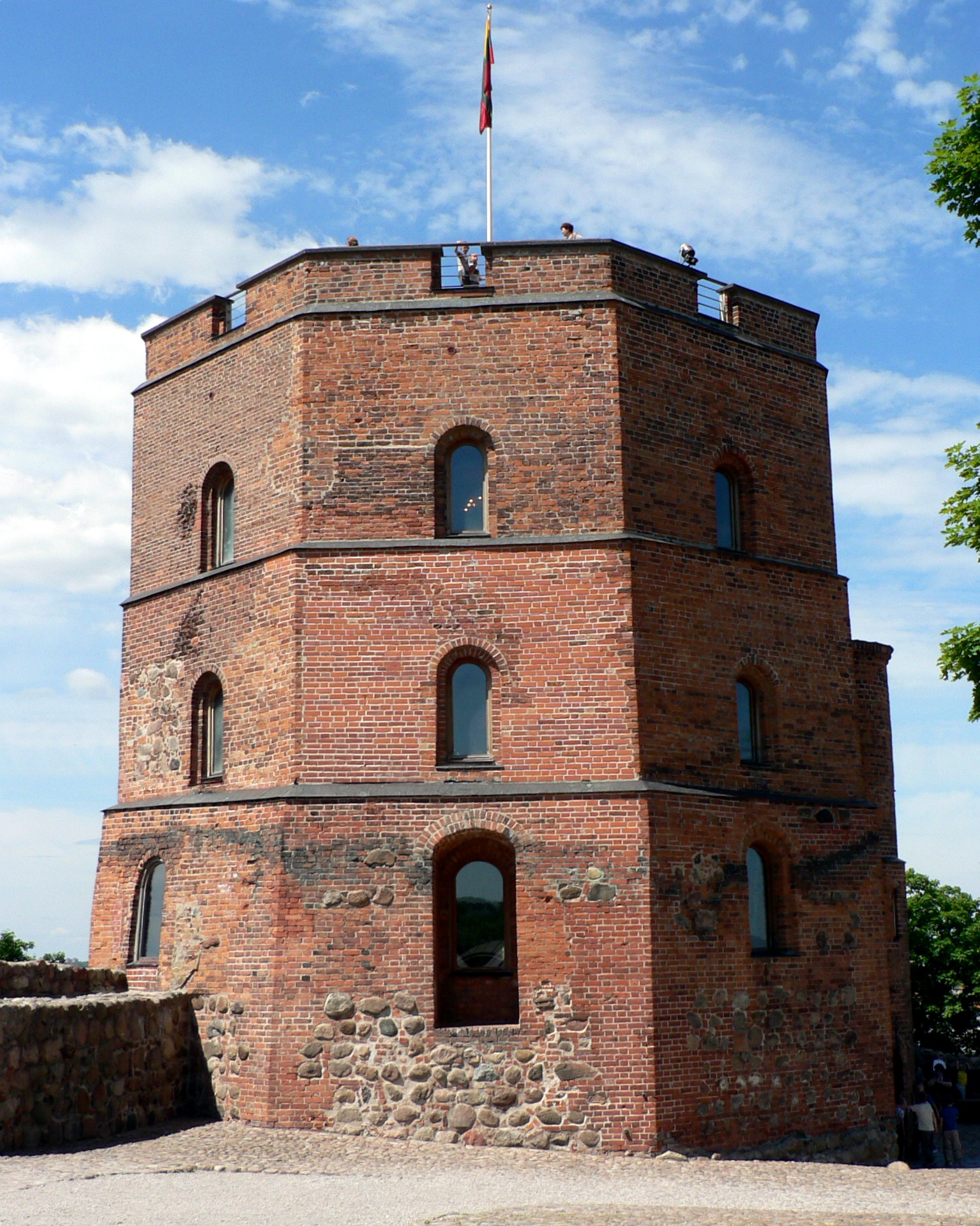
게디미나스 탑 (빌뉴스 역사지구)

- 모더니즘 도시 카우나스: 낙관주의적 건축, 1919-1939 (2023)

## 몬테네그로
- 코토르 자연문화역사지구 (1979)

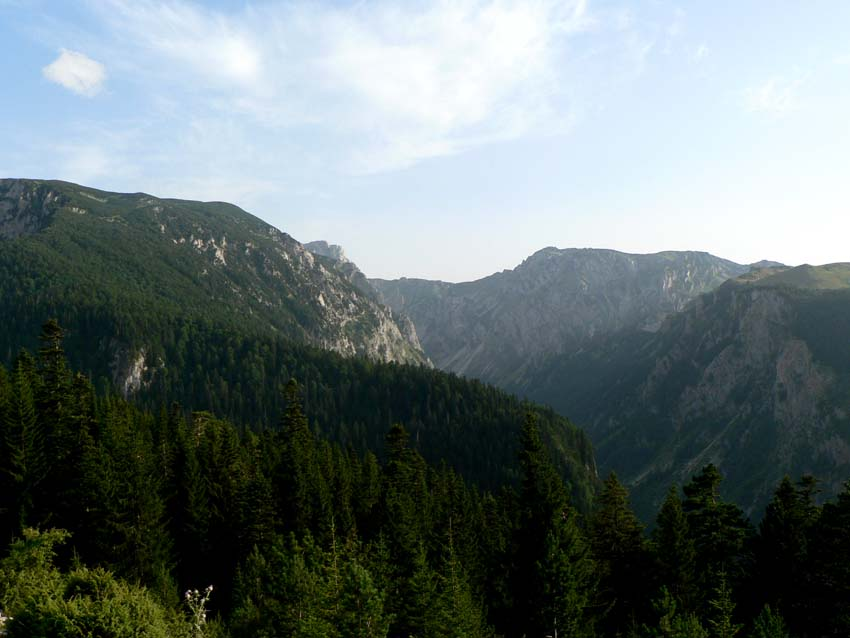
두르미토르 국립공원

- 두르미토르 국립공원 (1980,2005)
- 스테차크 중세 돌무덤 (2016)
- 16~17세기 베네치아 방어시설 : 스타토 다 테라 - 서부 스타토 다 마르 (2017)

## MLT

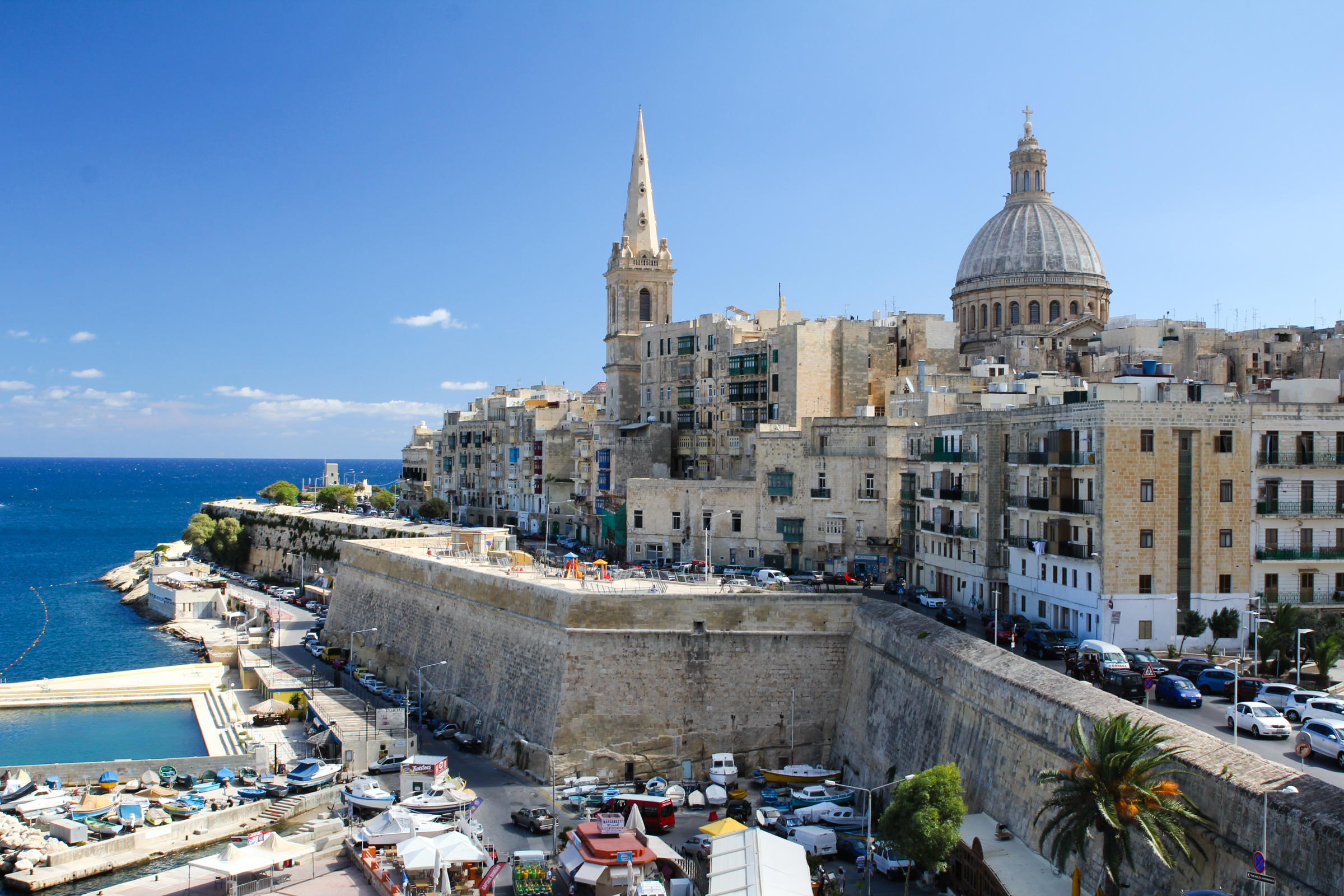
발레타

## 몰도바
- 스트루베 측지 아크 (2005)

## 몰타
- 발레타 (1980)
- 할사플리니 지하 묘역 (1980)
- 몰타의 거석 신전 (1980)

## 바티칸 시국

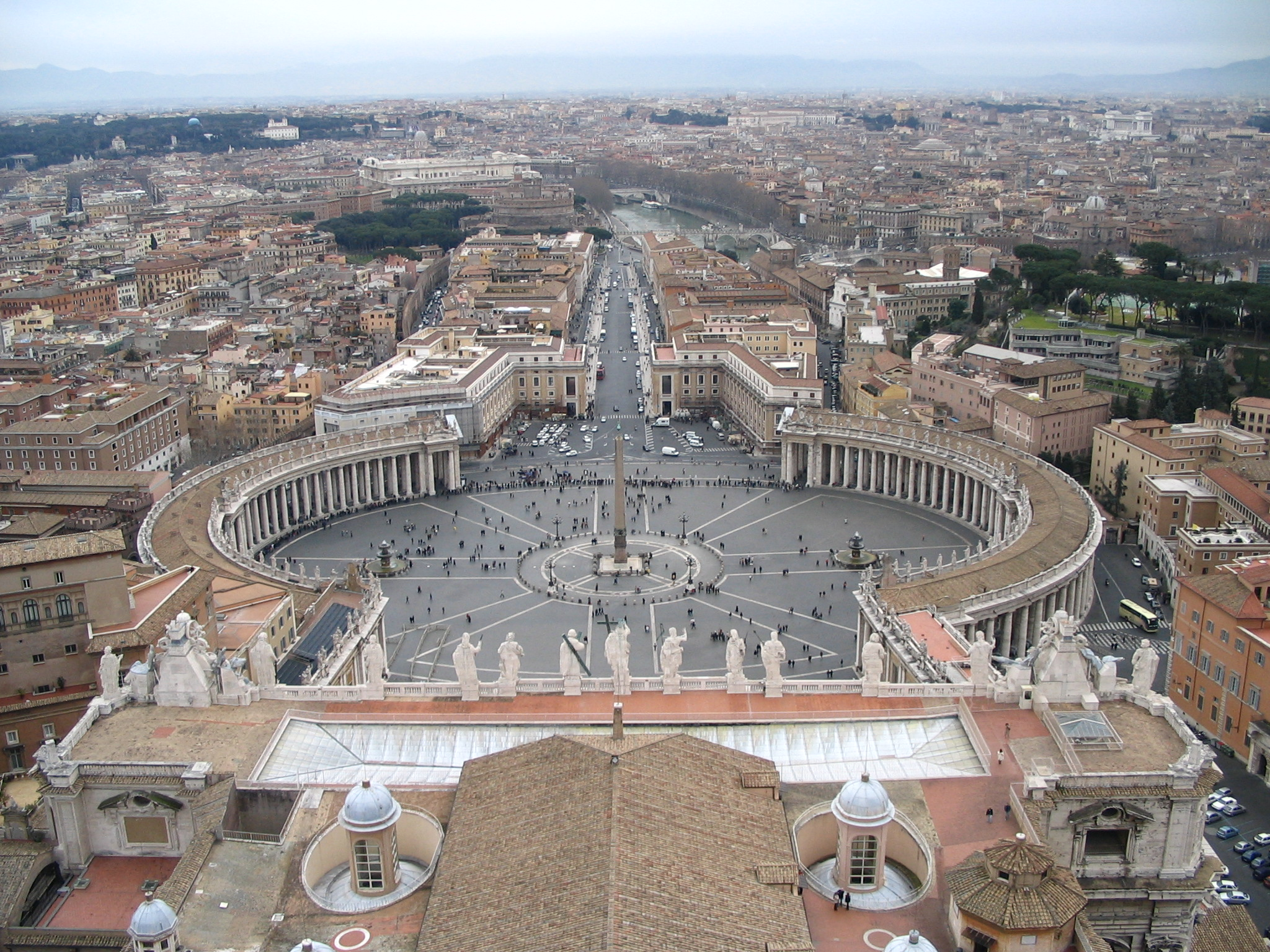
성베드로광장

- 로마 역사지구 - 바티칸의 유산들과 산 파올로 푸오리 레 무라 대성전 (1980, 1990, 2005)
- 바티칸 (1984)

## 벨기에
- 브뤼셀의 그랑플라스 (1998)

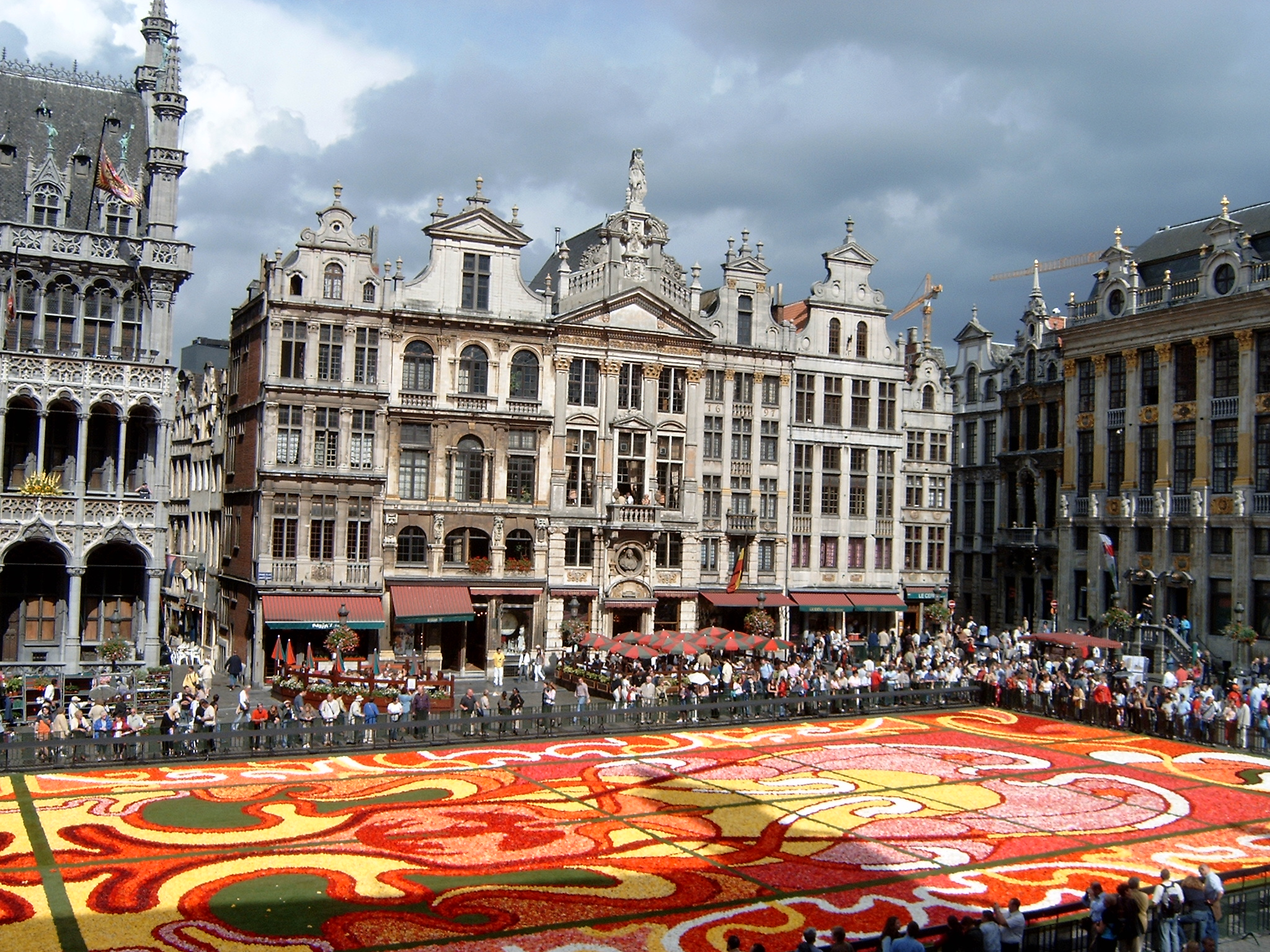
브뤼셀의 라 그랑플라스

- 플랑드르 지방의 베긴회 수녀원 (1998)
- 상트르 운하, 4개의 리프트와 주변지역 (1998)
- 벨기에와 프랑스의 종루 (1999, 2005)
- 브뤼허 역사지구 (2000)
- 건축가 빅토르 오르타의 저택 (2000)
- 스피엔네스의 신석기 시대 부싯돌 광산(2000)
- 투르네의 노트르 데임 성당 (2000)
- 플랑탱-모레투스 박물관 (2005)
- 카르파티아 및 유럽의 기타 지역에 생육하는 고대 및 원시 너도밤나무 숲 (2007, 2011, 2017, 2021)
- 스토클레 저택 (2009)
- 왈로니아의 광산유적 (2012)
- 르 코르뷔지에의 건축 작품, 모더니즘 운동에 관한 탁월한 기여 (2016)
- 자선 정착촌 (2021)
- 유럽의 거대 온천 도시들 (2021)
- 제 1차 세계대전(서부전선)의 추도와 기억의 장소(2023)

## 벨라루스

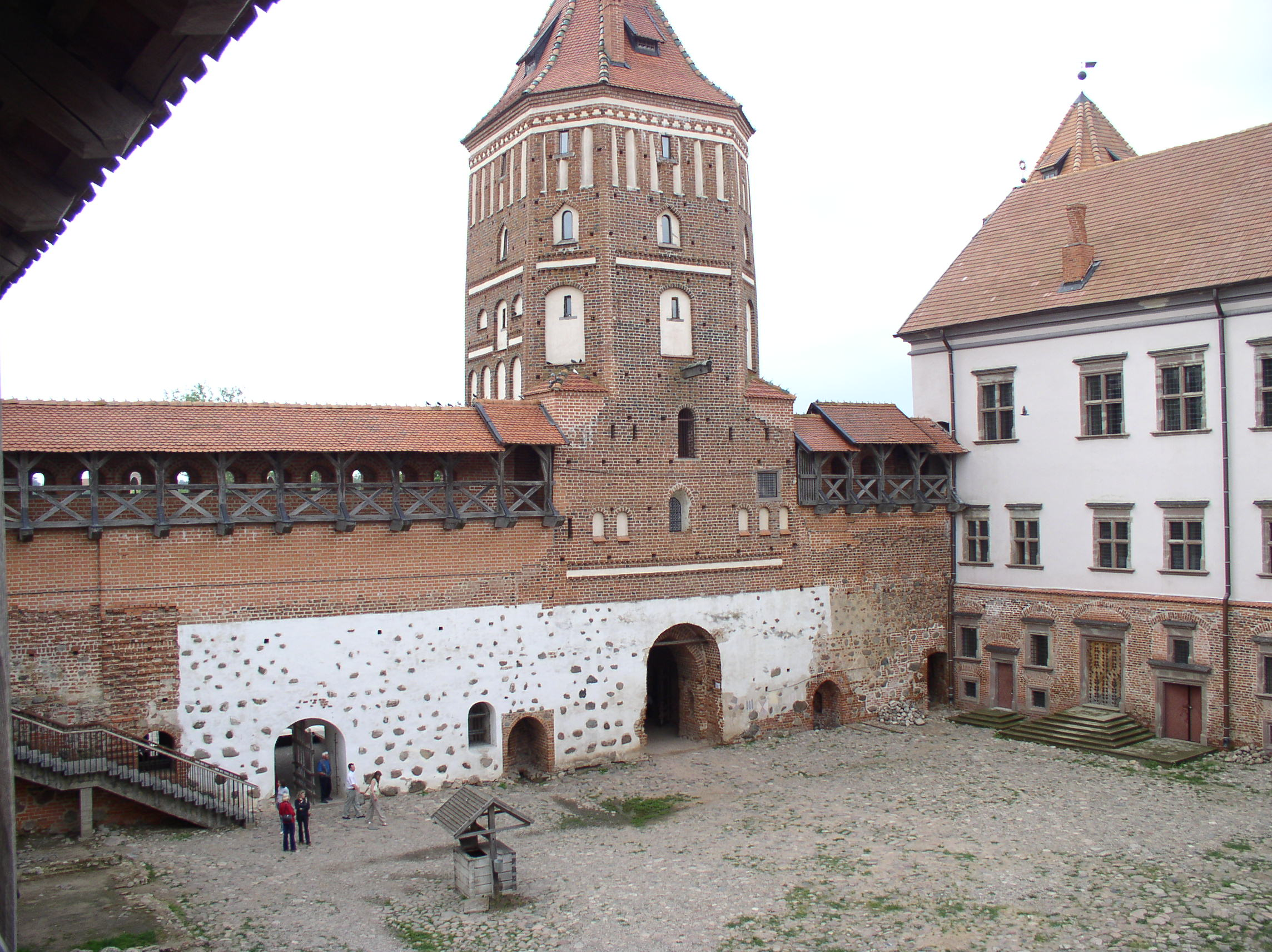
미르성

- 비아워비에자 숲 (1979,1992,2014)
- 미르성 (2000)
- 네스비시의 라지비우 가 건축·주거·문화 복합공간 (2005)
- 스트루베 측지 아크 (2005)

## 보스니아 헤르체고비나
- 모스타르 구시가지의 다리 (2005)

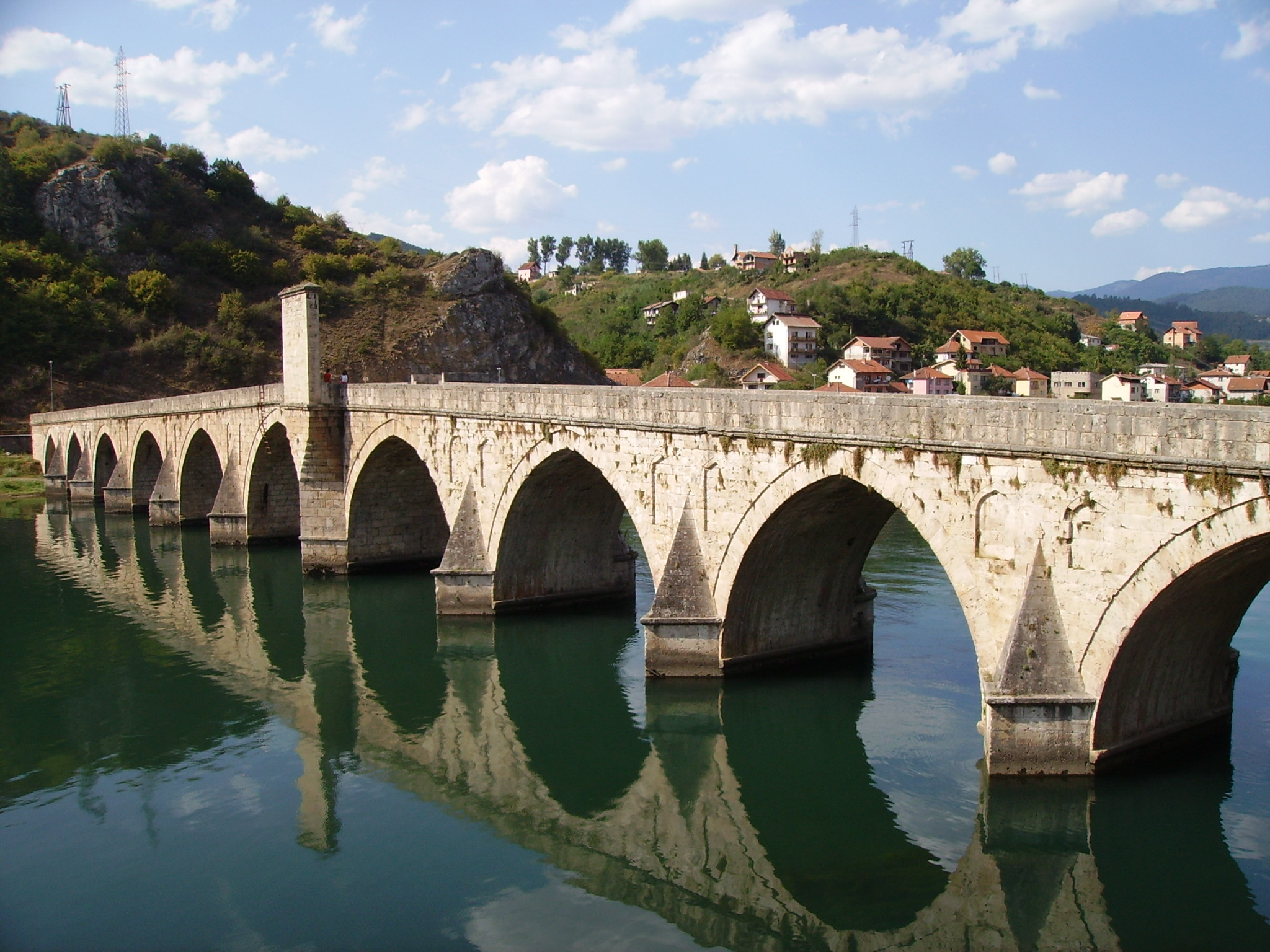
메흐메드 파샤 소콜로비치 다리

- 메흐메드 파샤 소콜로비치 다리 (2007)
- 카르파티아 및 유럽의 기타 지역에 생육하는 고대 및 원시 너도밤나무 숲 (2007, 2011, 2017, 2021)
- 스테차크 중세 돌무덤 (2016)
- 브제트레니차 동굴 (2024)

## 북마케도니아

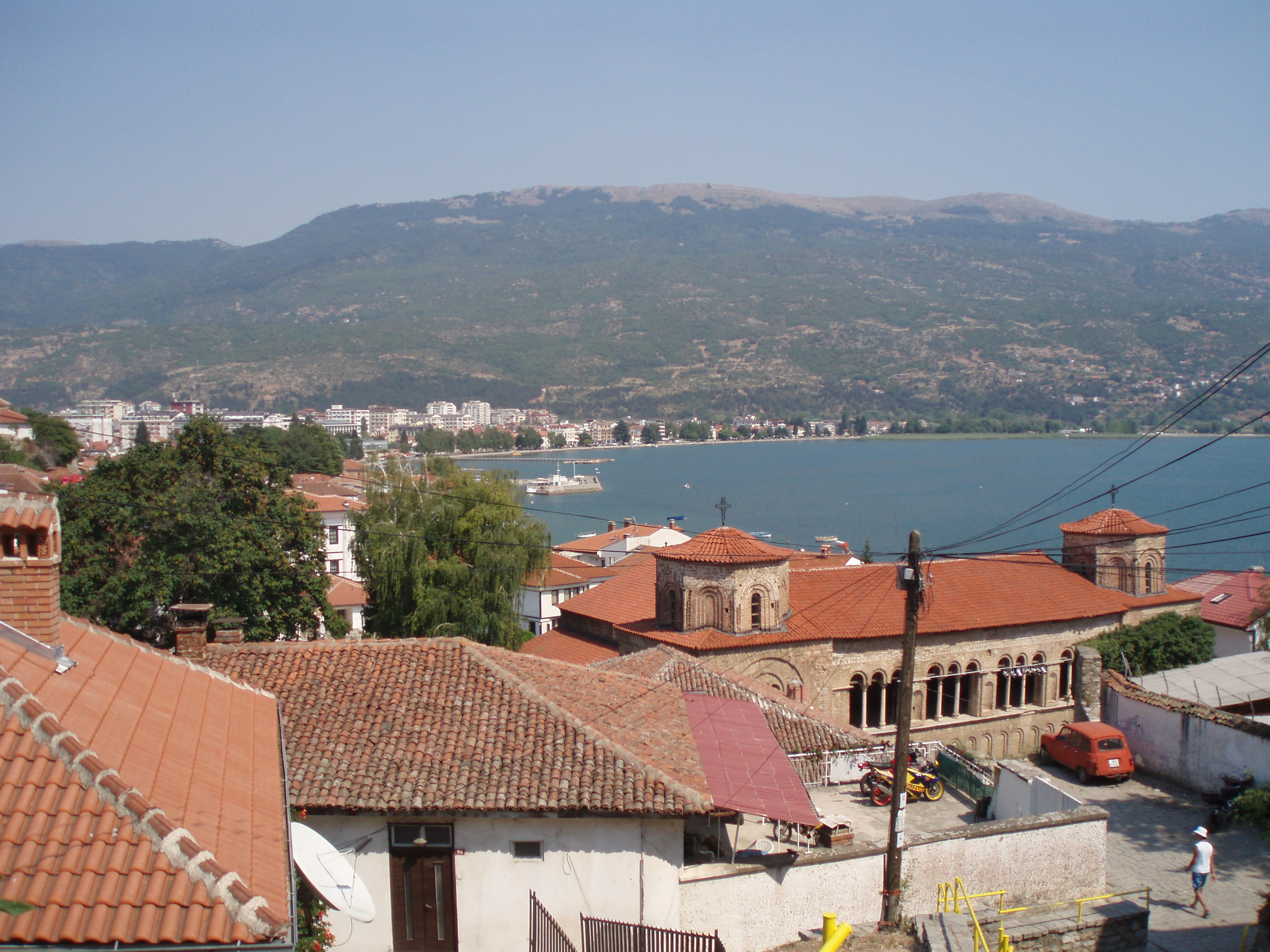
오흐리드

- 오흐리드 지역의 자연유산 및 문화유산 (1979, 1980, 2019)
- 카르파티아 및 유럽의 기타 지역에 생육하는 고대 및 원시 너도밤나무 숲 (2007, 2011, 2017, 2021)

## 불가리아
- 이바노보 암석 교회군 (1979)
- 마다라 기사상 (1979)
- 보야나 교회(1979)

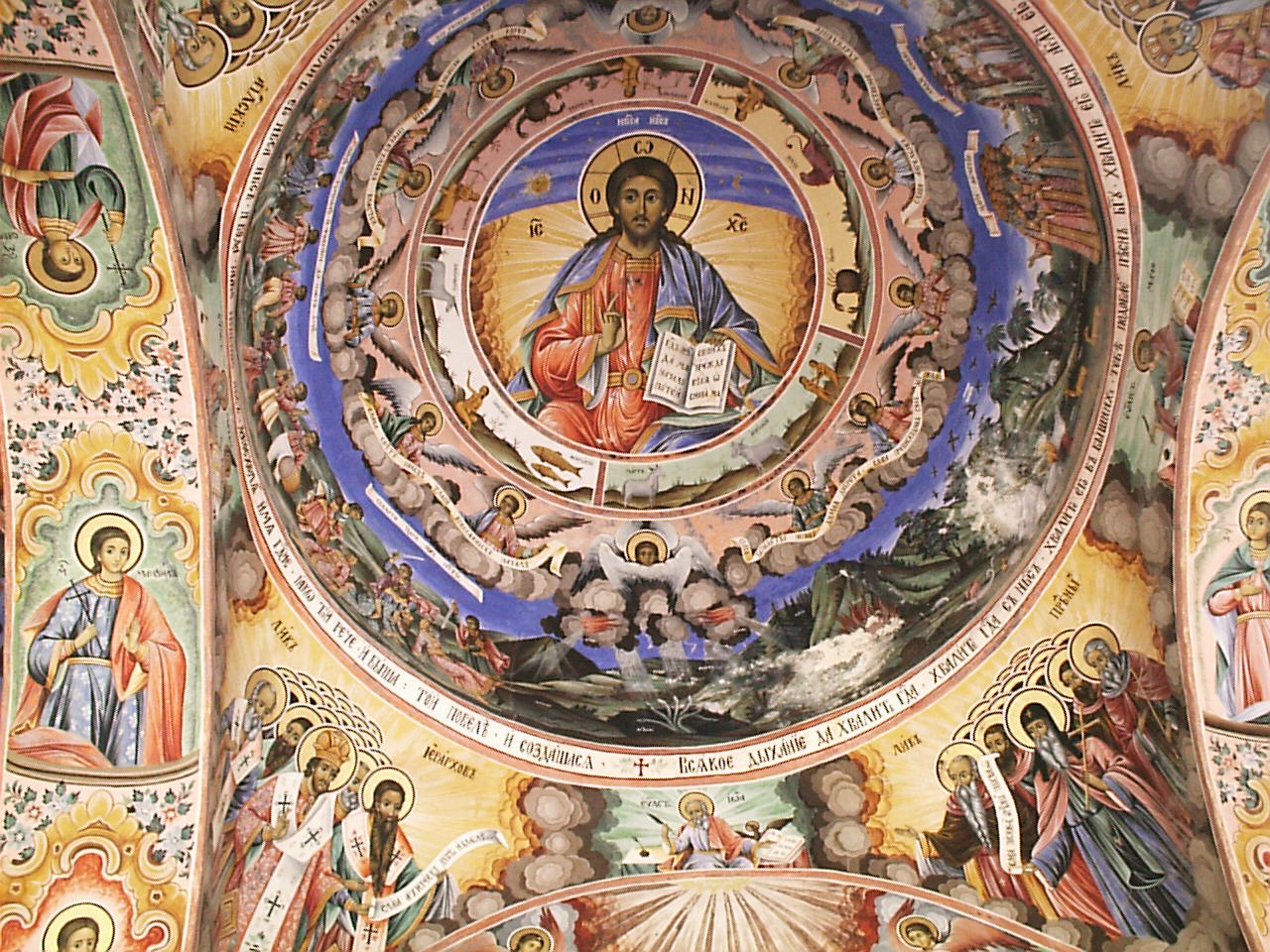
릴라 수도원의 프레스코

- 카잔러크의 트라키아인 무덤 (1979)
- 스레바르나 자연보호지역 (1983)
- 네세버르 고대 도시 (1983)
- 릴라 수도원 (1983)
- 피린 국립공원 (1983)
- 스베슈타리의 트라키아인 고분 (1985)
- 카르파티아 및 유럽의 기타 지역에 생육하는 고대 및 원시 너도밤나무 숲 (2007,2011,2017,2021)

## 산마리노

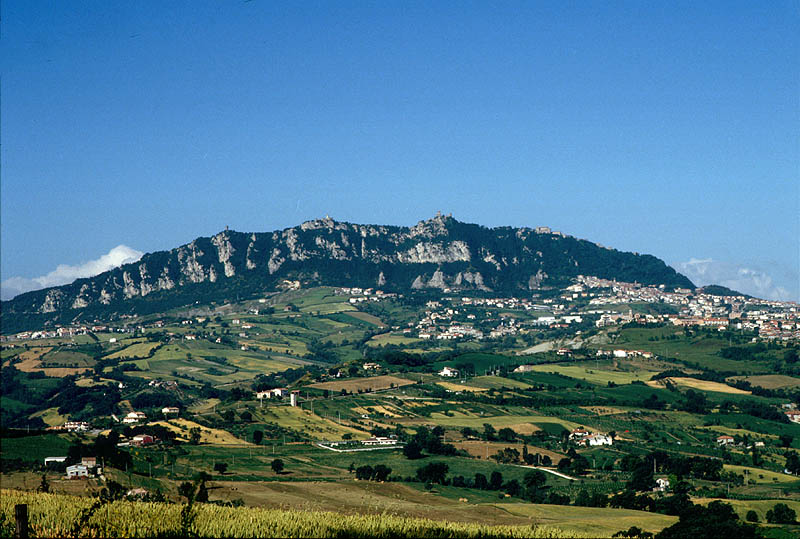
티타노산

- 산마리노 역사지역 및 티타노산 (2008)

## 세르비아
- 스타리라스와 소포차니 수도원(1979)
- 스투데니차 수도원(1986)
- 비소키 데차니(2004)
- 갈레리우스 궁전 (2007)
- 스테차크 중세 돌무덤 (2016)

## 스웨덴
- 드로트닝홀름 왕실 영지 (1991)
- 비르카와 호브고르덴 (1993)
- 엥겔스베르그 제철소 (1993)
- 타눔 암각화 (1994)

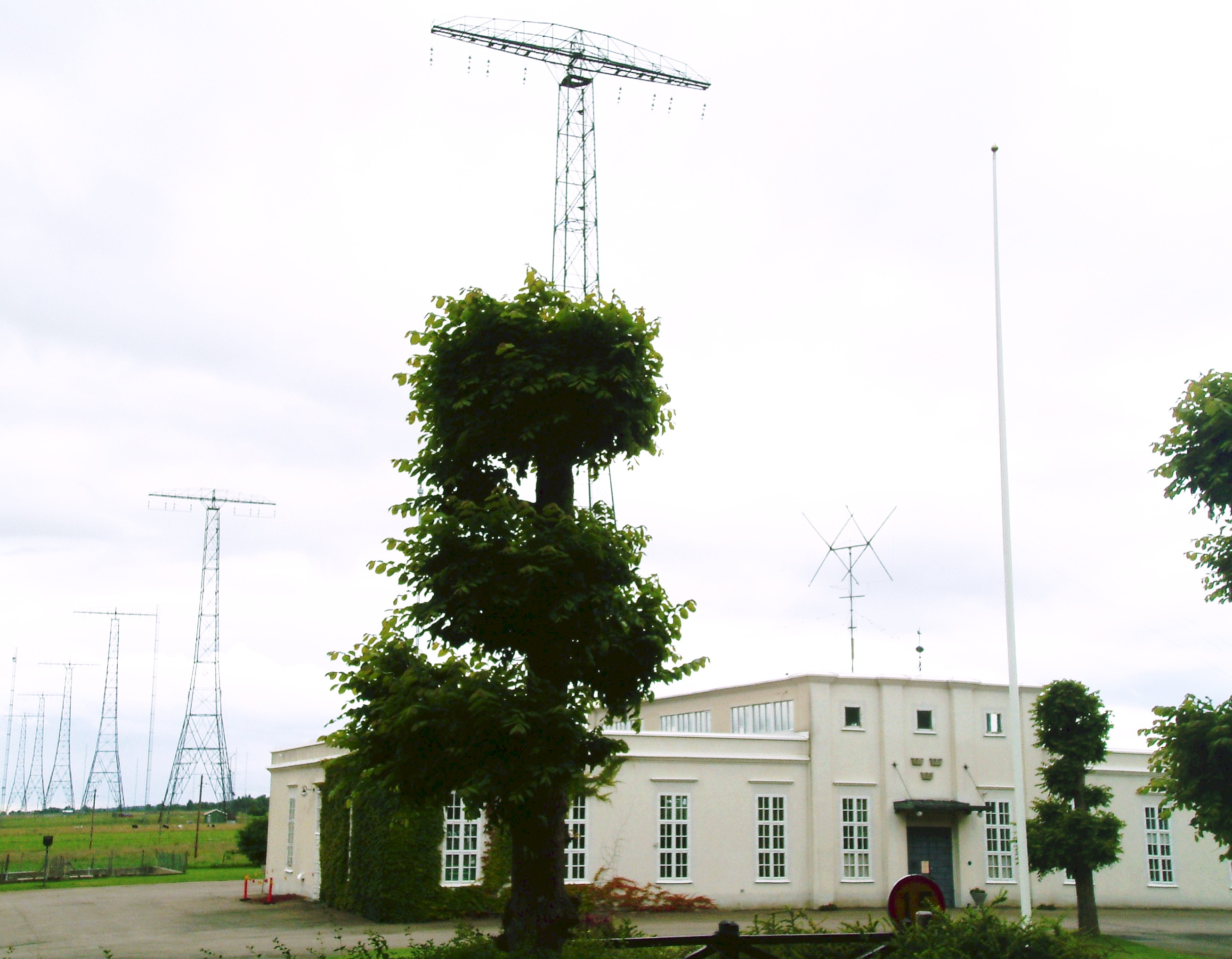
바르베르크의 무선국

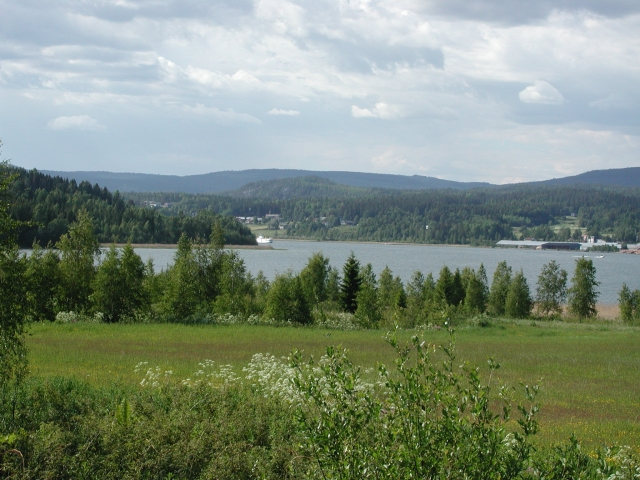
하이 코스트

- 스코그스키르코가르덴 묘지공원 (1994)
- 비스뷔 한자동맹 도시(1995)
- 라포니아 자연구역 (1996)
- 룰레오의 가멜스태드 교회마을 (1996)
- 칼스크로나 항구(1998)
- 회가 쿠스텐 / 크바르켄 열도 (2000)
- 남부 욀란드 농업 경관 (2000)
- 팔룬 구리광산지역 (2001)
- 바르베리의 그림튼 무선국 (2004)
- 스트루베 측지 아크(2005)
- 헬싱글란드의 장식 농가들(2012)

## 스위스
- 베른 구시가지 (1983)
- 장크트갈렌 수도원 (1983)

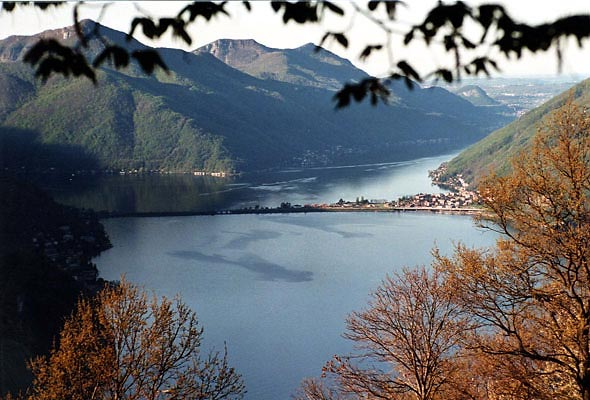
성 조지산

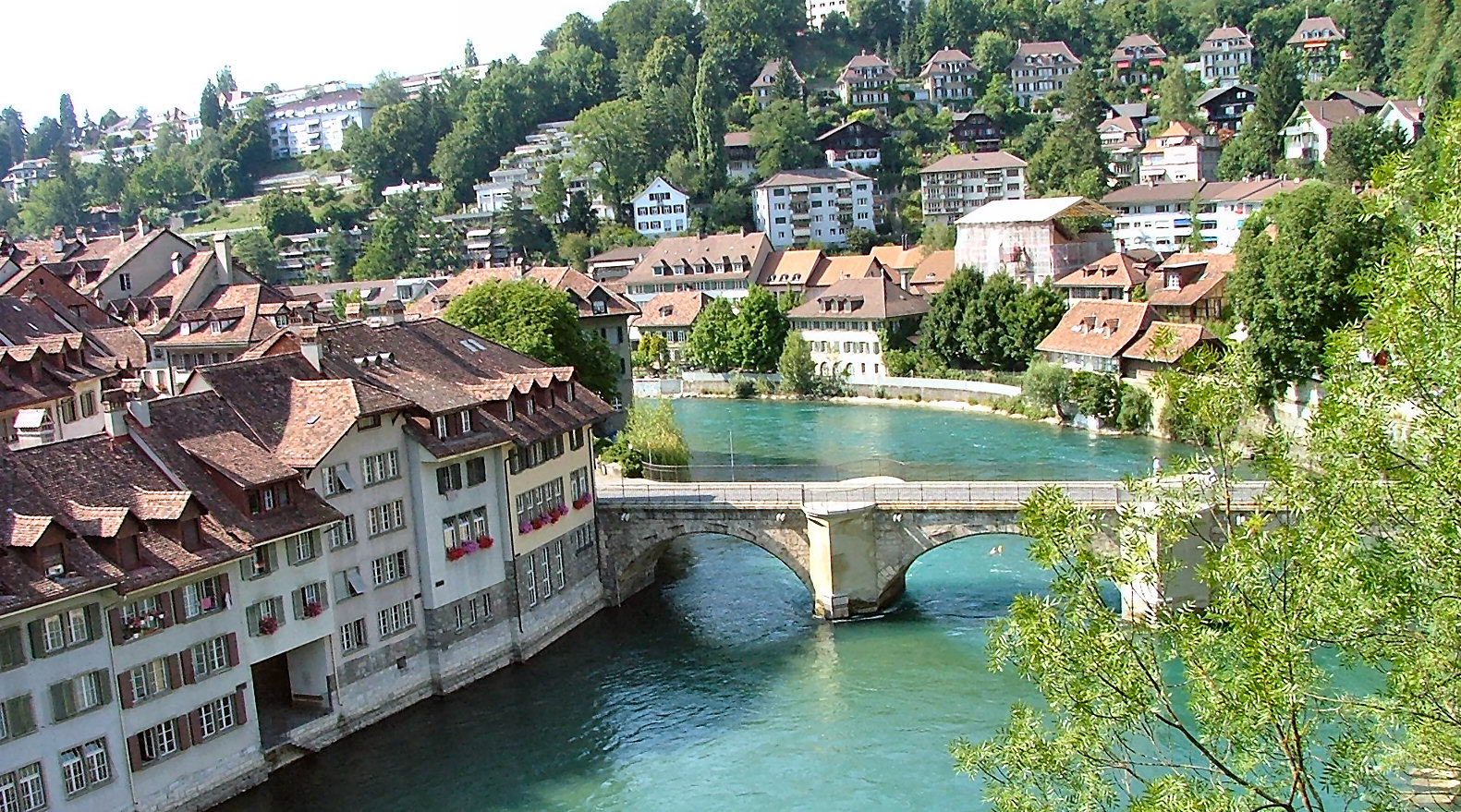
베른

- 뮤스테르의 성 요한 베네딕트 수도원 (1983)
- 벨린초나 시장 마을의 성과 성벽 (2000)
- 알프스 융프라우 및 인근지역 (2001)
- 몬테산조르조산 (2003, 2010)
- 라보 포도원 테라스 (2007)
- 카르파티아 및 유럽의 기타 지역에 생육하는 고대 및 원시 너도밤나무 숲 (2007,2011,2017,2021)
- 스위스 사르도나 지각 표층 지역 (2008)
- 알불라 / 베르니나의 래티셰 철도 경관 (2008)
- 라쇼드퐁 / 르로클 시계제조 계획도시 (2009)

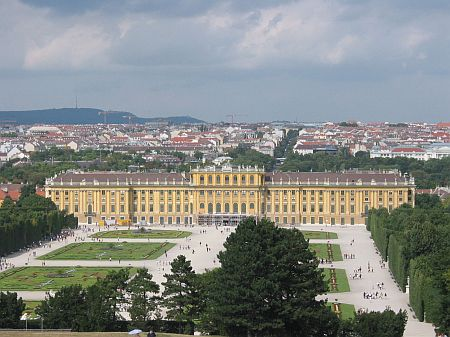
쇤브룬 궁전

- 알프스주변의 선사시대 호상가옥 (2011)
- 르 코르뷔지에의 건축 작품, 모더니즘 운동에 관한 탁월한 기여 (2016)

## 스페인
- 부르고스 대성당 (1984)

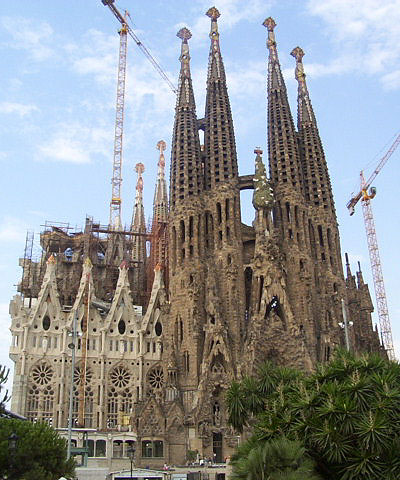
사그라다 파밀리아
(안토니 가우디의 작품군)

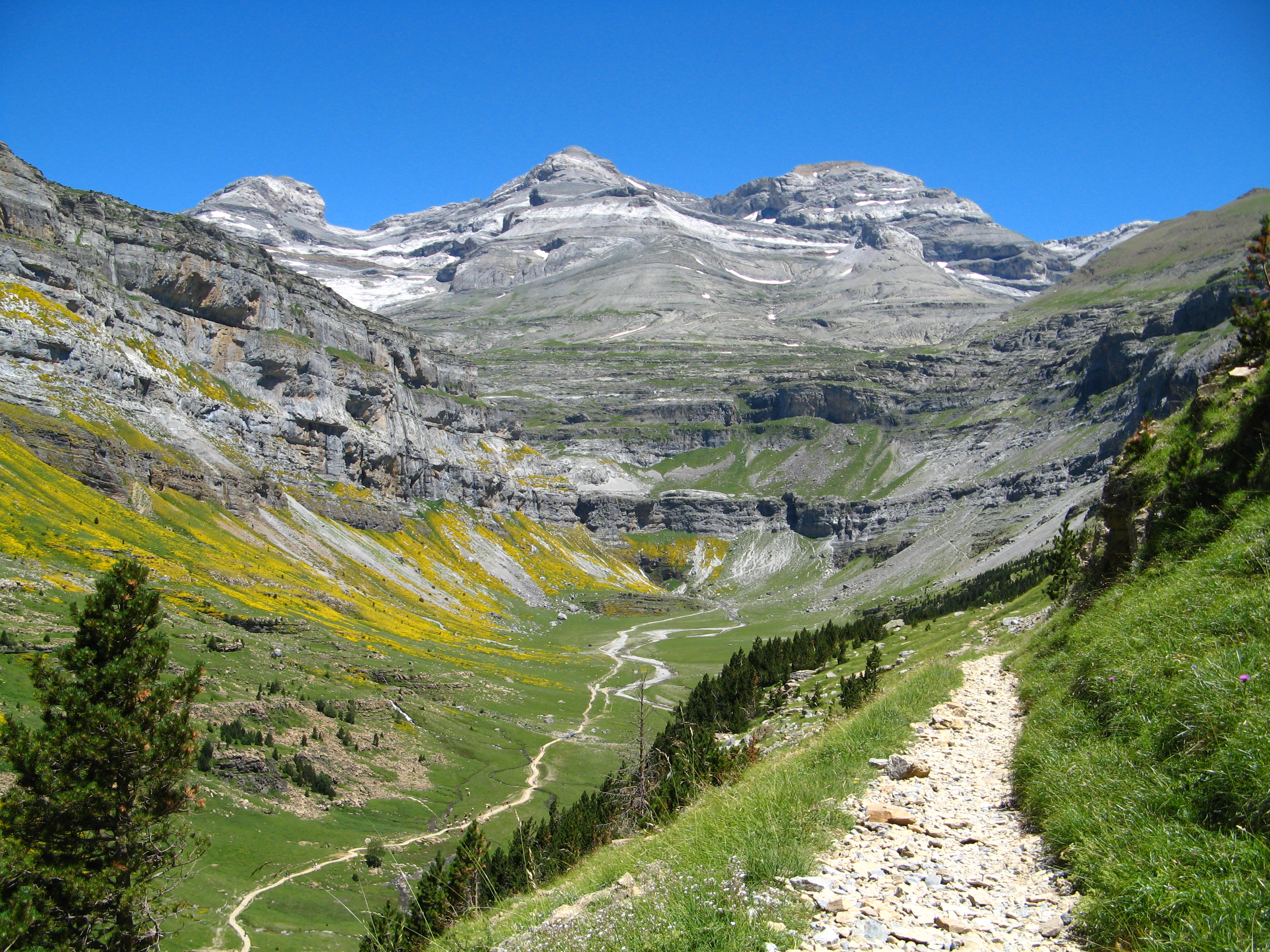
피레네-몽 페르 뒤

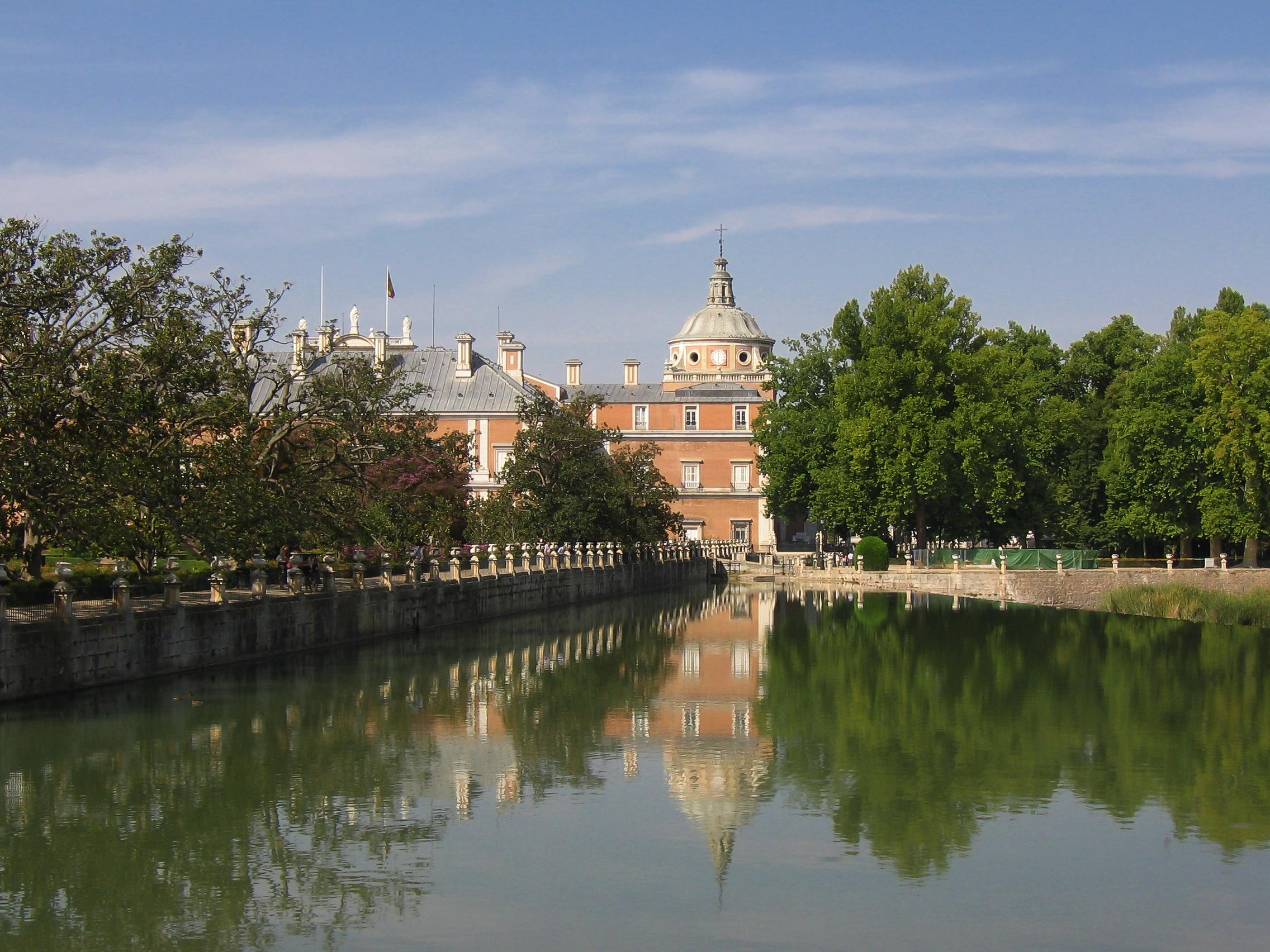
아랑후에스

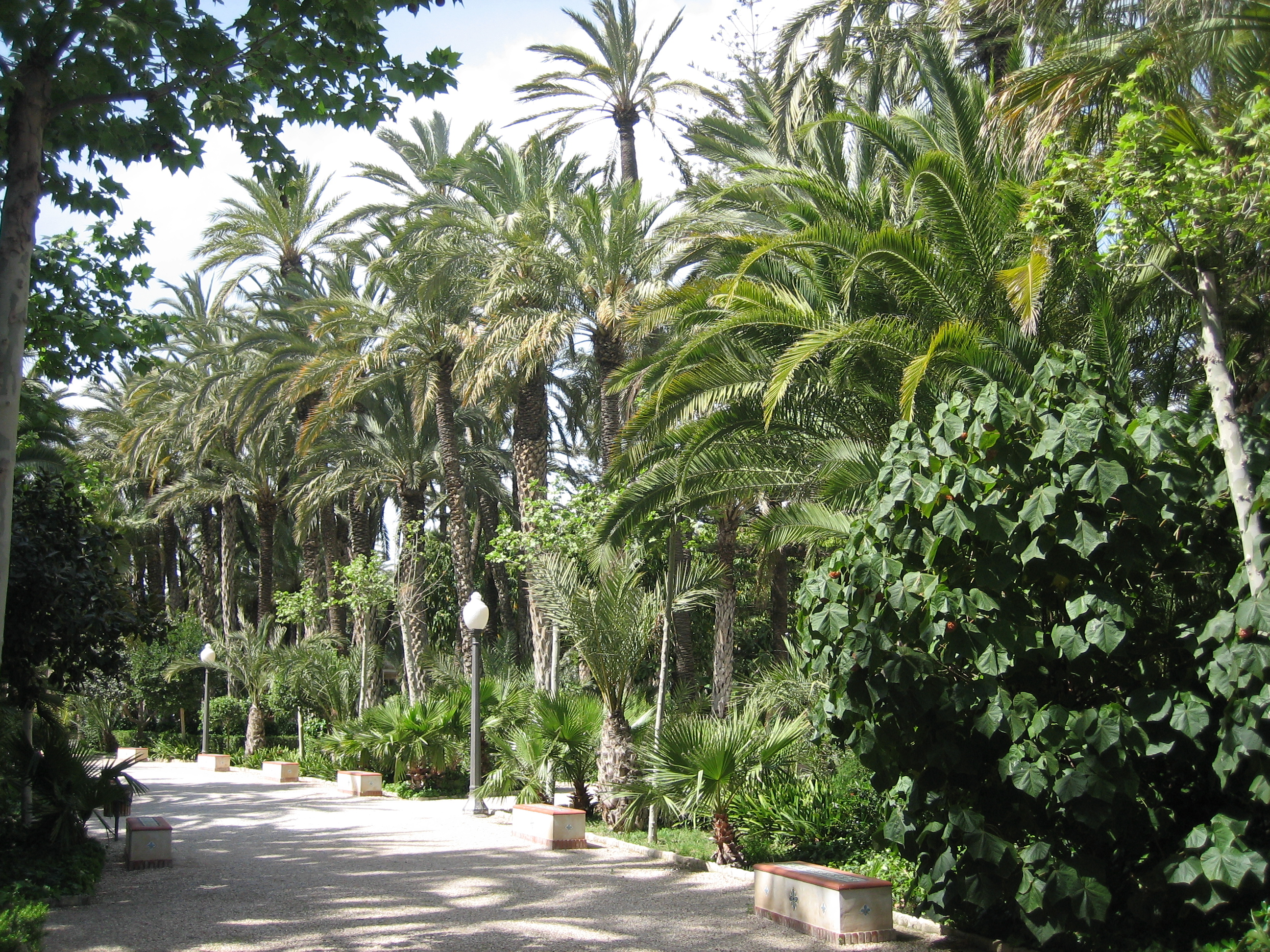
엘체 시의 야자수림 경관

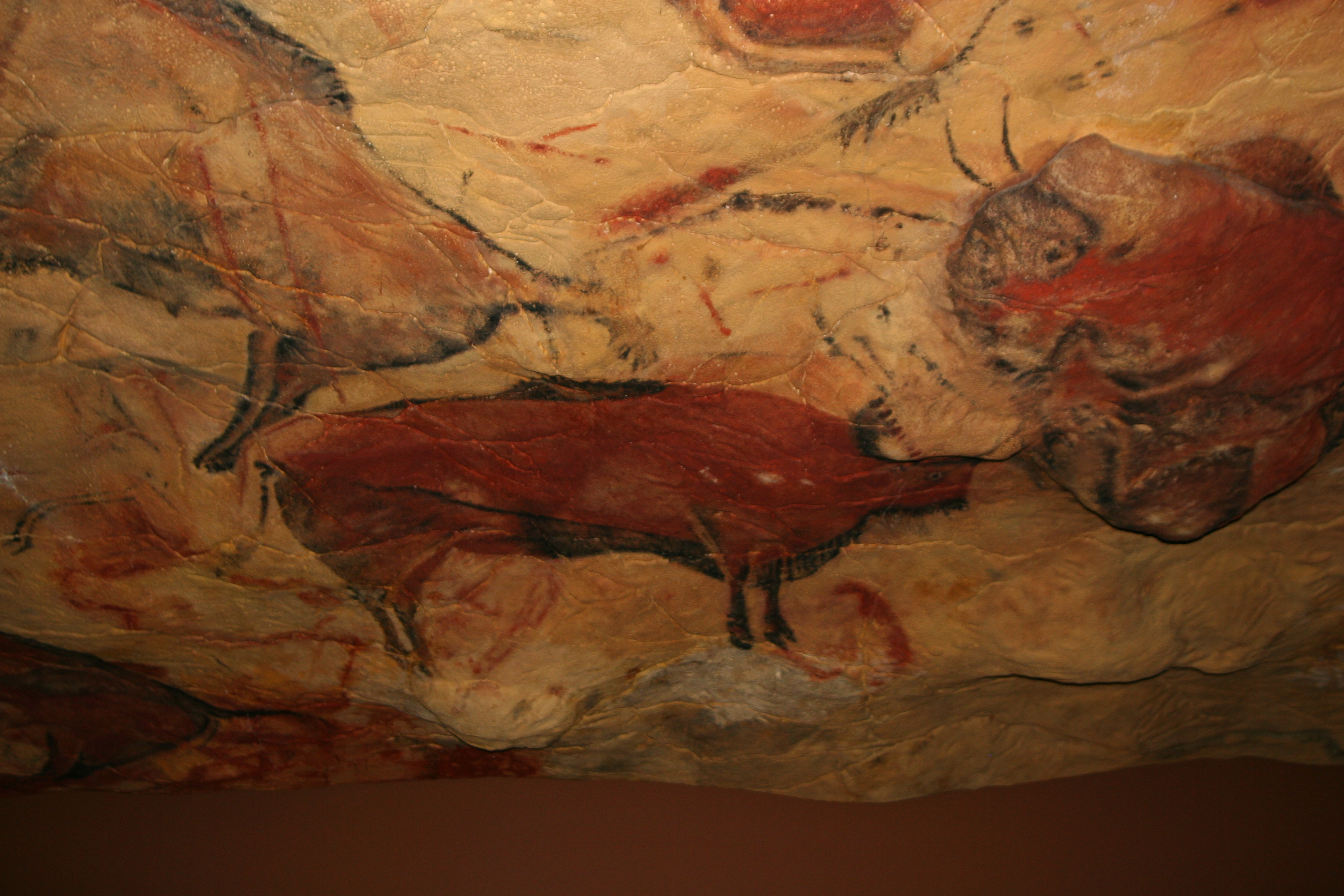
알타미라 동굴

- 코르도바 역사지구 (1984, 1994)
- 안토니 가우디의 작품군 (1984, 2005)
- 엘에스코리알 수도원 및 왕령지 (1984)
- 알람브라, 헤네랄리페, 알바이진 (1984, 1994)
- 산티아고데콤포스텔라 구 시가지(1985)
- 알타미라 동굴(1985)
- 오비에도 및 아스투리아스 왕국 기념물군 (1985)
- 세고비아 구 시가지와 수로 (1985)
- 아빌라 구 시가지 (1985)
- 테루엘의 무데하르 건축 (1986, 2001)
- 톨레도 구 시가지 (1986)
- 카세레스 구 시가지 (1986)
- 가라호네이 국립공원(1986)
- 세비야 대성당과 성채(1987)
- 살라망카 구 도시(1984)
- 포블레트 수도원(1991)
- 메리다 고고유적군(1993)
- 산티아고데콤포스텔라 순례길(1993)
- 산타마리아 과달루페의 왕립 수도원(1993)
- 도나나 국립공원(1994)
- 쿠엥카 구 성곽 도시(1996)
- 라 론야 데 라 세다 데 발렌시아(1996)
- 라스 메둘라스(1997)
- 산 밀란 유소-수소 사원(1997)
- 뮤지카 카탈라나 팔라우와 바르셀로나 산트 파우 병원(1997)
- 피레네-몽 페르 뒤(1997, 1999)
- 이베리아반도 지중해 연안 암벽화 지역(1998)
- 알카라 드 헤나레스 대학 및 역사지구(1998)
- 이비사섬의 생물다양성과 문화(1999)
- 성 라구나 그리스탈(1999)
- 엘체 시의 야자수림 경관(2000)
- 타라코 고고유적(2000)
- 루고 로마 성벽(2000)
- 발드보와의 카탈란 로마네스크 교회(2000)
- 아타푸에카 고고유적(2000)
- 아랑후에스 문화경관지역(2001)
- 우베다와 바에사의 르네상스 기념물군(2003)
- 비트카이야 다리(2006)
- 타이드 국립공원(2007)
- 헤라클레스의 탑(2009)
- 세라 데 트라문타나(2011)
- 알마덴과 이드리자의 수은 채광유산(2012)
- 안테케라 거석묘 유적(2016)
- 메디나 아자하라의 칼리프 도시(2018)
- 리스코 카이도와 그란 카나리아의 신성한 산맥 문화 경관(2019)
- 파세오 델 프라도와 레티로 공원, 예술과 과학의 경관(2021)
- 메노르카 섬의 탈라요티카 선사시대 유적지 (2023)

## 슬로바키아
- 반스카슈티아브니차(1993)
- 블콜리네츠(1993)
- 스피시성 문화기념물군(1993)

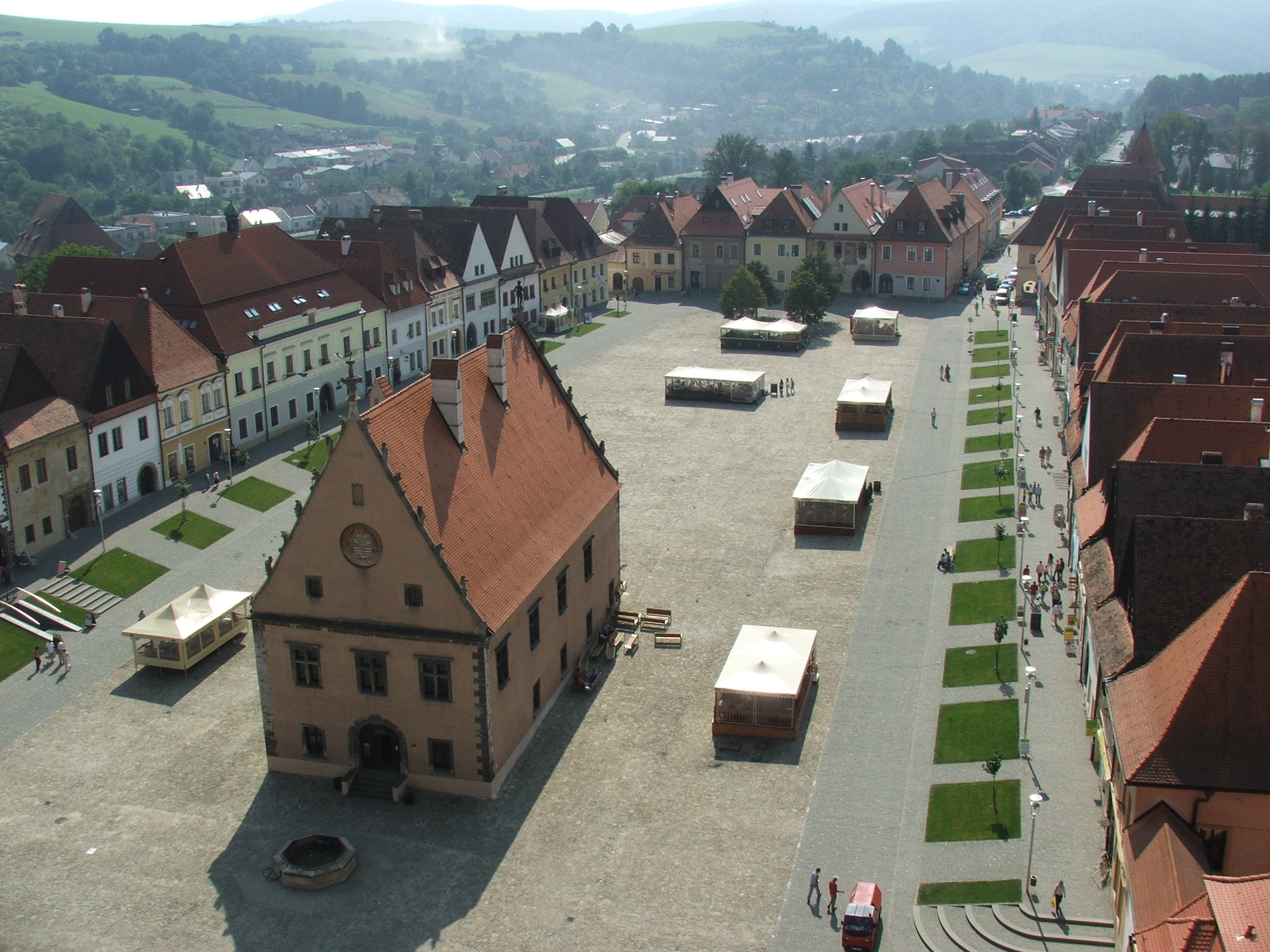
바르데요우

- 애그텔레크 동굴과 슬로바크의 카르스트 지형(1995)
- 바르데요우 도시보존지구(2000)
- 카르파티아 원시 너도밤나무숲 독일의 고대 너도밤나무 숲(2007/2011/2017/2021)
- 카르파티아산맥의 목조 교회(2008)
- 로마 제국 국경 - 서부 다뉴브 경계 (2021)

## 슬로베니아
- 슈코찬 동굴(1986)
- 알프스 주변의 선사시대 호상가옥(2011)
- 알마덴과 이드리야의 수은 채광유산(2012)
- 류블랴나의 요제 플레치니크 건축 작품: 인간 중심의 도시 디자인 (2021)

## 아이슬란드
- 팅크베틀리르 국립공원(2004)
- 쉬르트세이섬(2008)

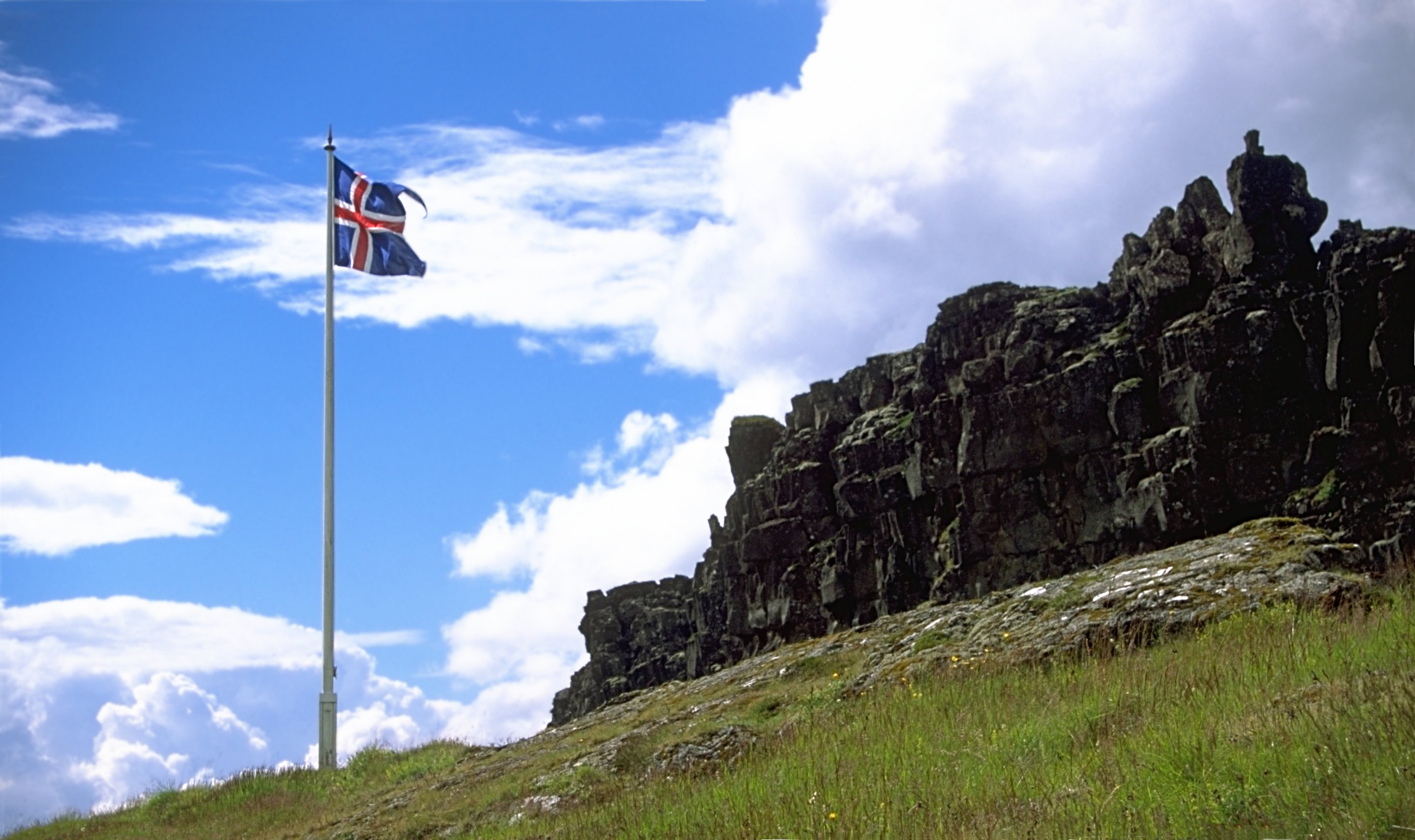
팅벨리르 국립공원

- 바트나외쿨 국립공원 - 불과 얼음의 역동적 자연 (2019)

## IRL

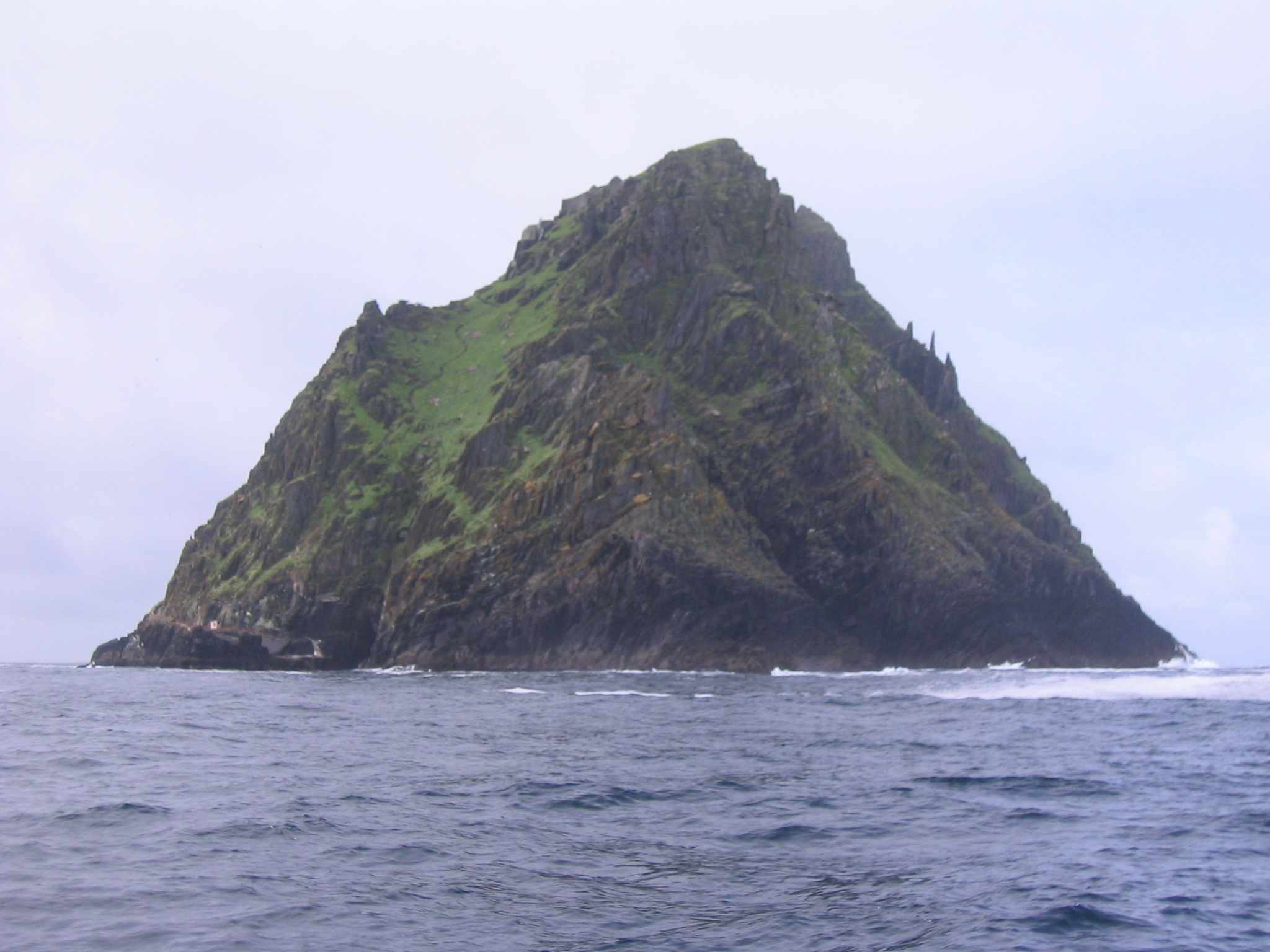
스켈리그 마이클

## 아일랜드
- 보인 굴곡부의 고고 유적군(1993)
- 스켈리그 마이클(1996)

## 안도라

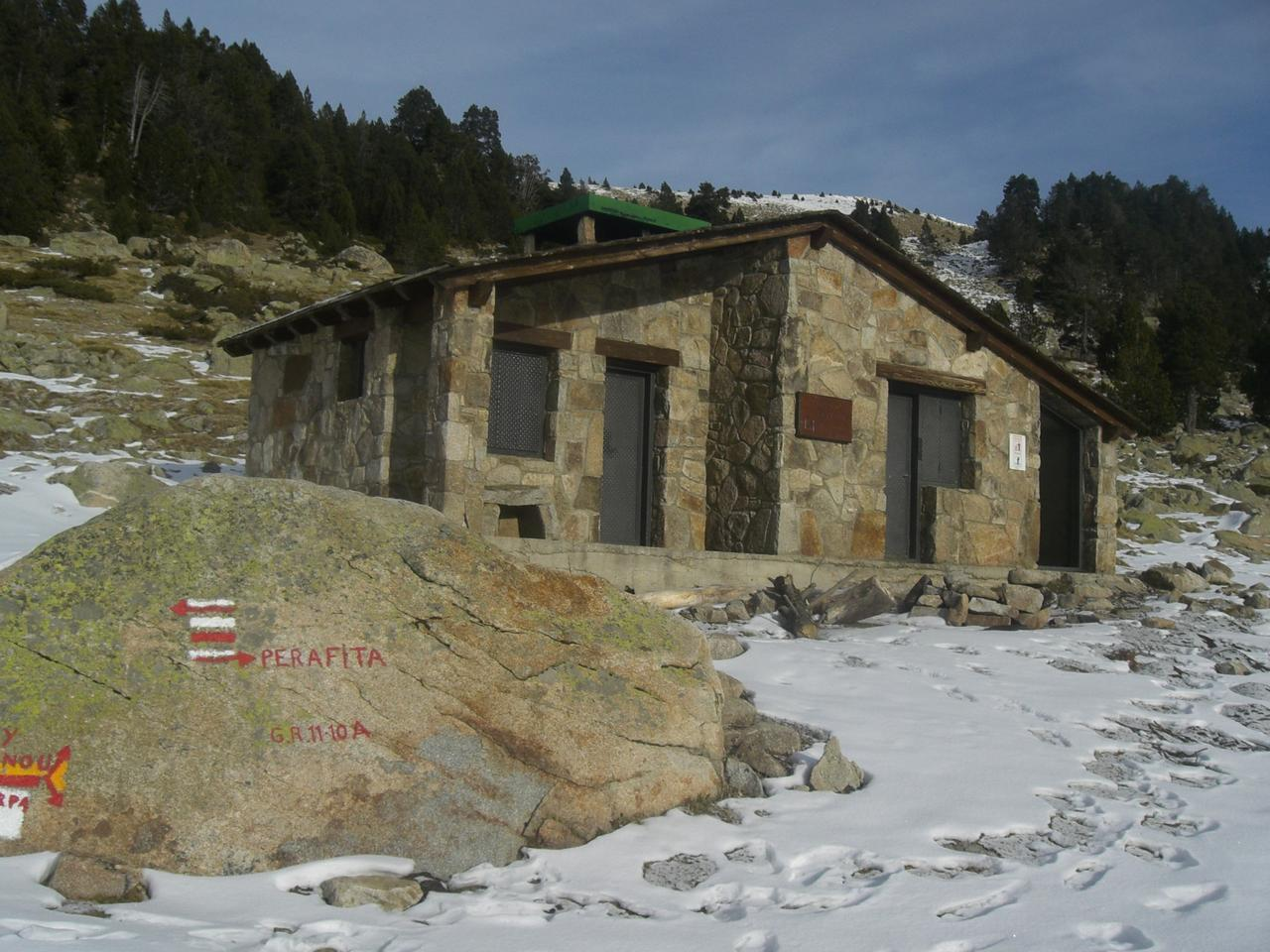
마드리드-쿠라럴-파라피타 계곡

- 마드리드-쿠라럴-파라피타 계곡(2004)

## 알바니아
- 부트린트(1992)

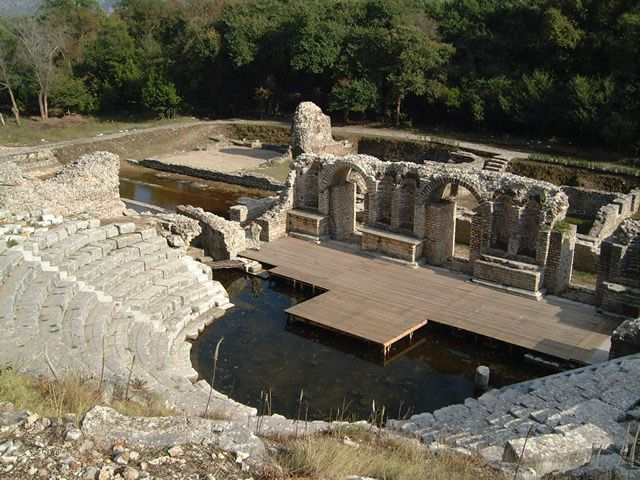
부트린트

- 지로카스트라의 박물관 도시(2005, 2008)

- 오흐리드 지역의 자연 유산 및 문화 유산(1979,1980,2019)
- 카르파티아 및 유럽의 기타 지역에 생육하는 고대 및 원시 너도밤나무 숲(2007,2011,2017,2021)

## 에스토니아
- 탈린 역사지구(1997)
- 스트루베 측지 아크(2005)

## 영국

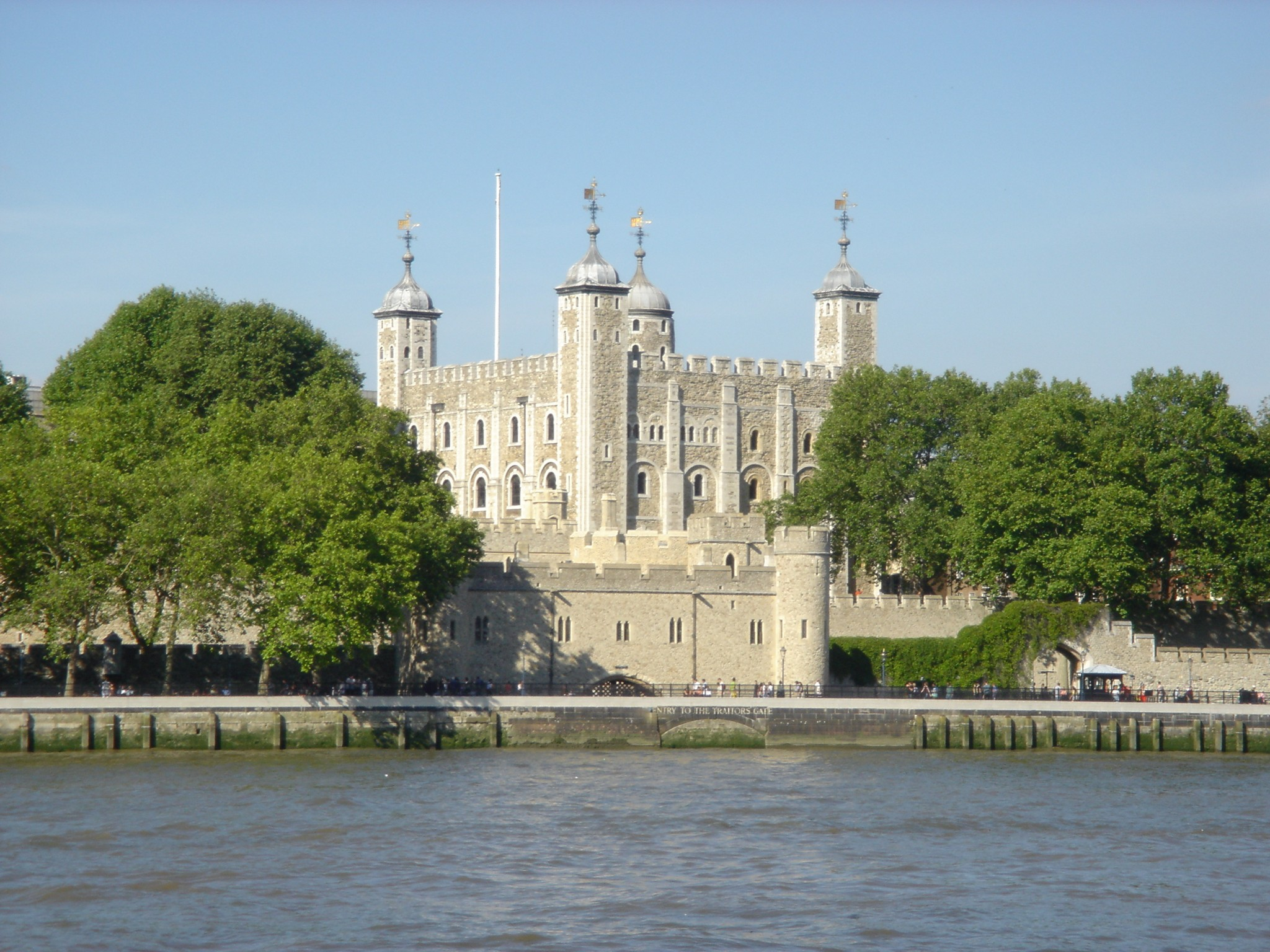
런던탑

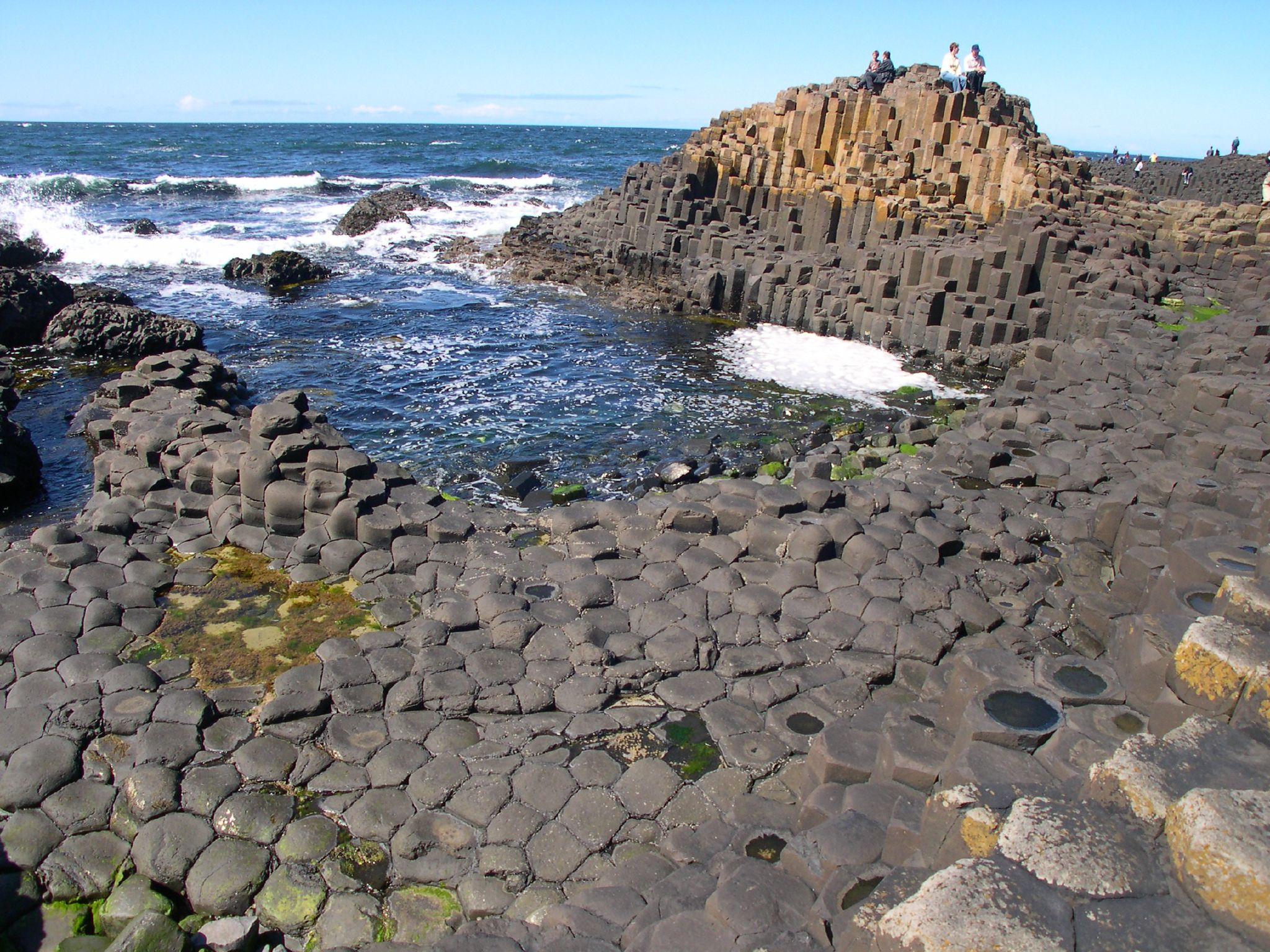
자이언츠 코즈웨이

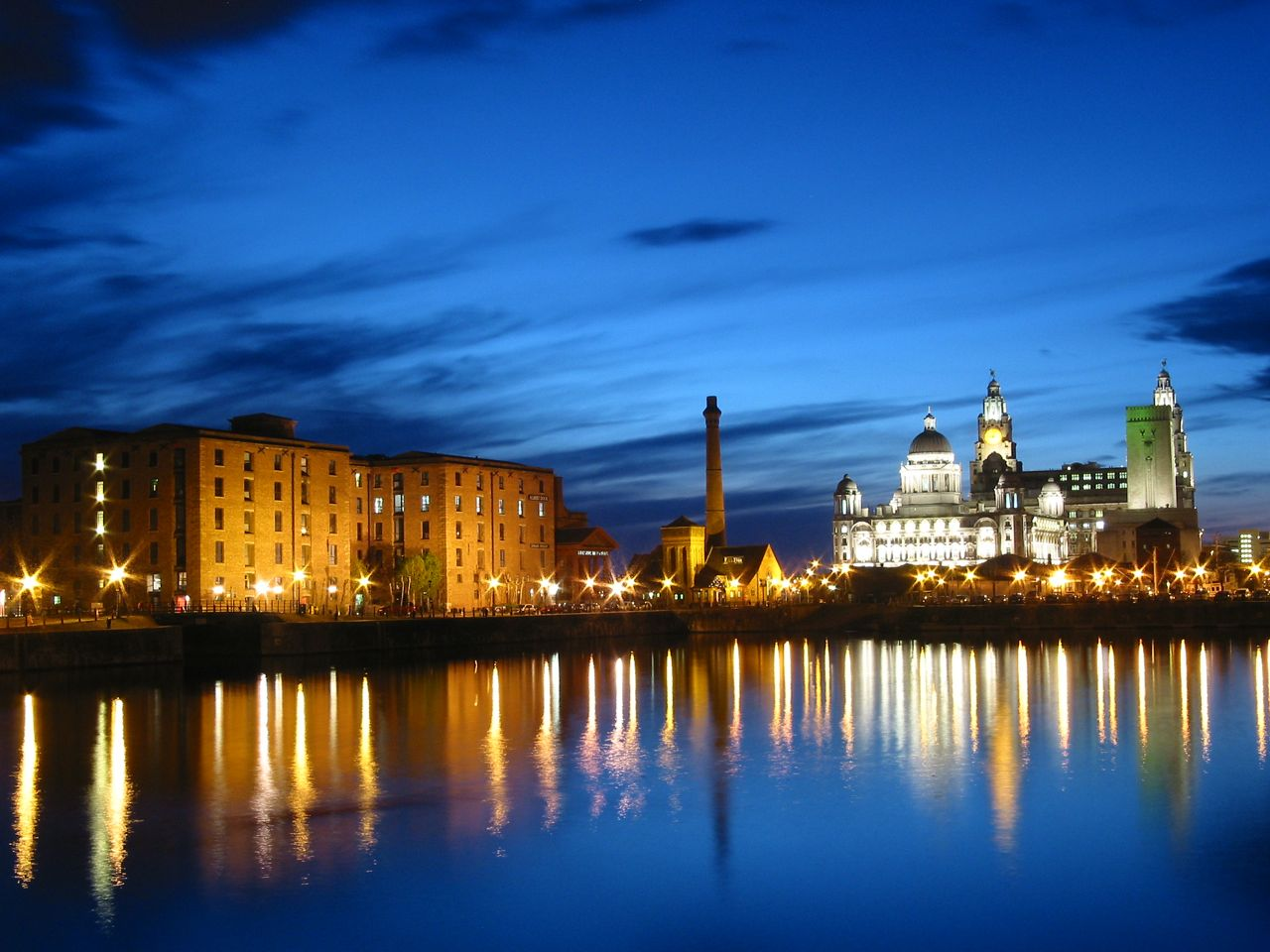
리버풀의 알버트 독

- 세인트킬다섬(1986, 2004, 2005)
- 대방죽 연안(1986)
- 더햄성과 대성당
- 스톤헨지 유적(1986)
- 아이언 브리지 계곡(1986)
- 파운틴 수도원 유적을 포함한 스터들리 왕립공원(1986)
- 에드워드 1세 시대의 성과 읍성들(1986)
- 로마 제국의 국경 경계선(1987, 2005)
- 블레넘 궁전(1987)
- 바스(1987)
- 웨스트민스터 궁/수도원과 세인트 마가렛 교회(1987)
- 런던탑(1988)
- 캔터베리 대성당, 성 오거스틴 수도원 및 성 마틴교회(1988)
- 핸더슨섬(1988)
- 고우섬 야생 생물 보호 지역(1995, 2004)
- 에딘버러 신·구 도시(1995)
- 그리니치 강변(1997)
- 오크니 제도 신석기 유적(1999)
- 블레이네이번 산업경관(2000)
- 세인트조지스 역사 지구와 버뮤다 요새(2000)
- 데르웬트 계곡 방직공장(2001)
- 뉴라나르크(2001)
- 솔테이어 공업촌(2001)
- 도르셋, 동부 데본해안 절벽(2001)
- 큐 왕립식물원(2003)
- 해항 상업도시 리버풀(2004)
- 콘월 및 데본 지방의 광산 유적지 경관(2006)
- 폰트치실트다리와 운하(2009)

## 오스트리아
- 잘츠부르크 역사지구(1996)
- 쇤브룬 궁전과 정원(1996)
- 할스타트-다슈타인 문화경관(1997)
- 젬머링 철도(1998)
- 그라츠 역사지구(1999)
- 와차우 문화경관(2000)
- 페르퇴/노지들레르씨(2001)
- 비엔나 역사지구(2001)
- 알프스주변의 선사시대 호상가옥(2011)
- 카르파티아 및 유럽의 기타 지역에 생육하는 고대 및 원시 너도밤나무 숲(2007,2011,2017,2021)

## 우크라이나

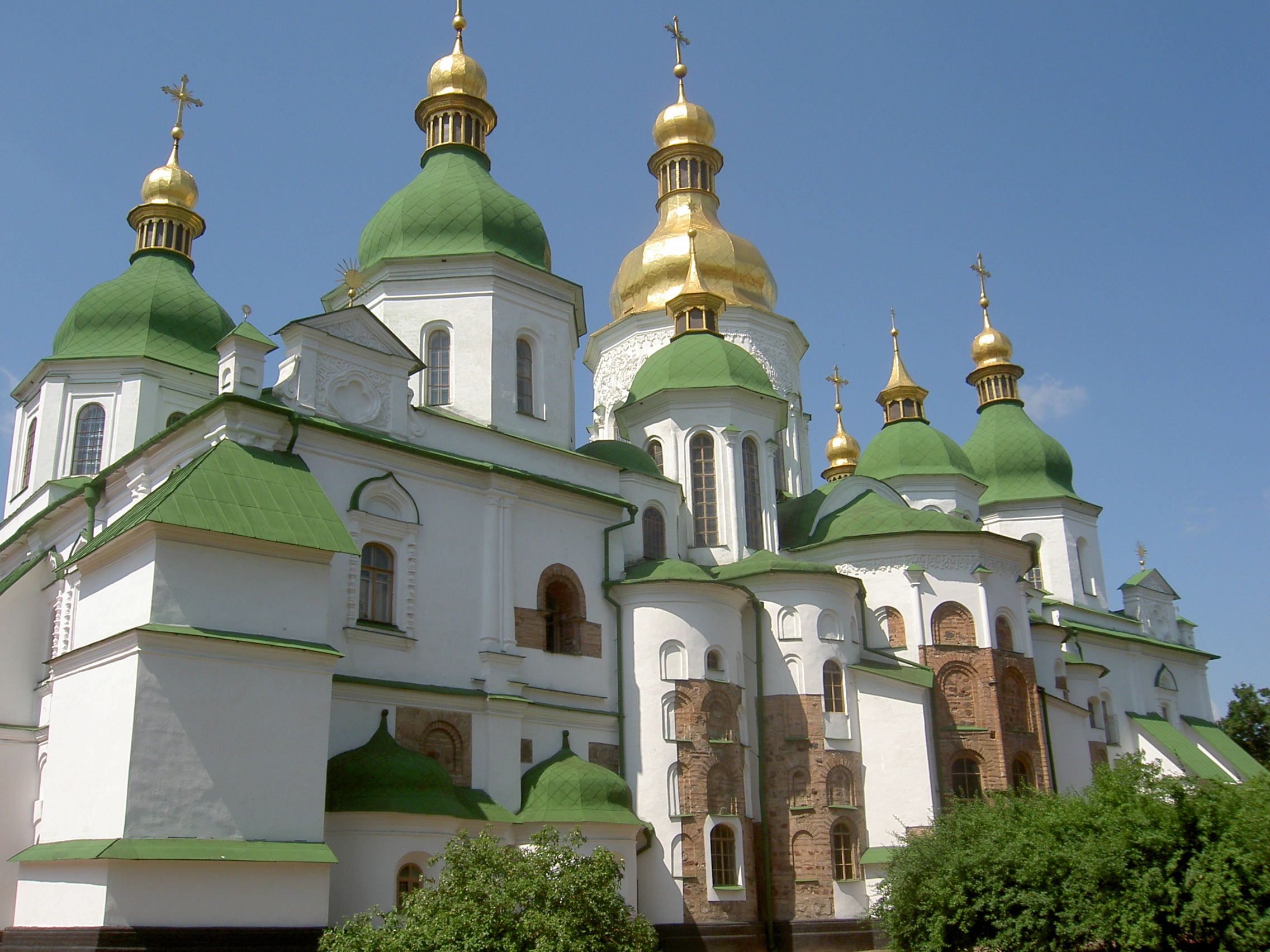
스뱌토고소피아 대성당

- 키이우의 스뱌토고소피아 대성당과 수도원 건물들, 키이우 페체르스크 수도원(1990)
- 리비우 유적지구(1998)
- 스트루베 측지 아크(2005)
- 카르파티아 원시 너도밤나무숲 독일의 고대 너도밤나무 숲(2007/2011)
- 부코비나 거주지역과 달마티아 대도시(2011)
- 케르소네소스 타우리카 고대도시와 코라(2013)
- 폴란드와 우크라이나 카르파티아산맥의 목조 체르크바(2013)

## 이탈리아
- 발카모니카 암각화(1979)
- 로마 역사지구(1980, 1990)

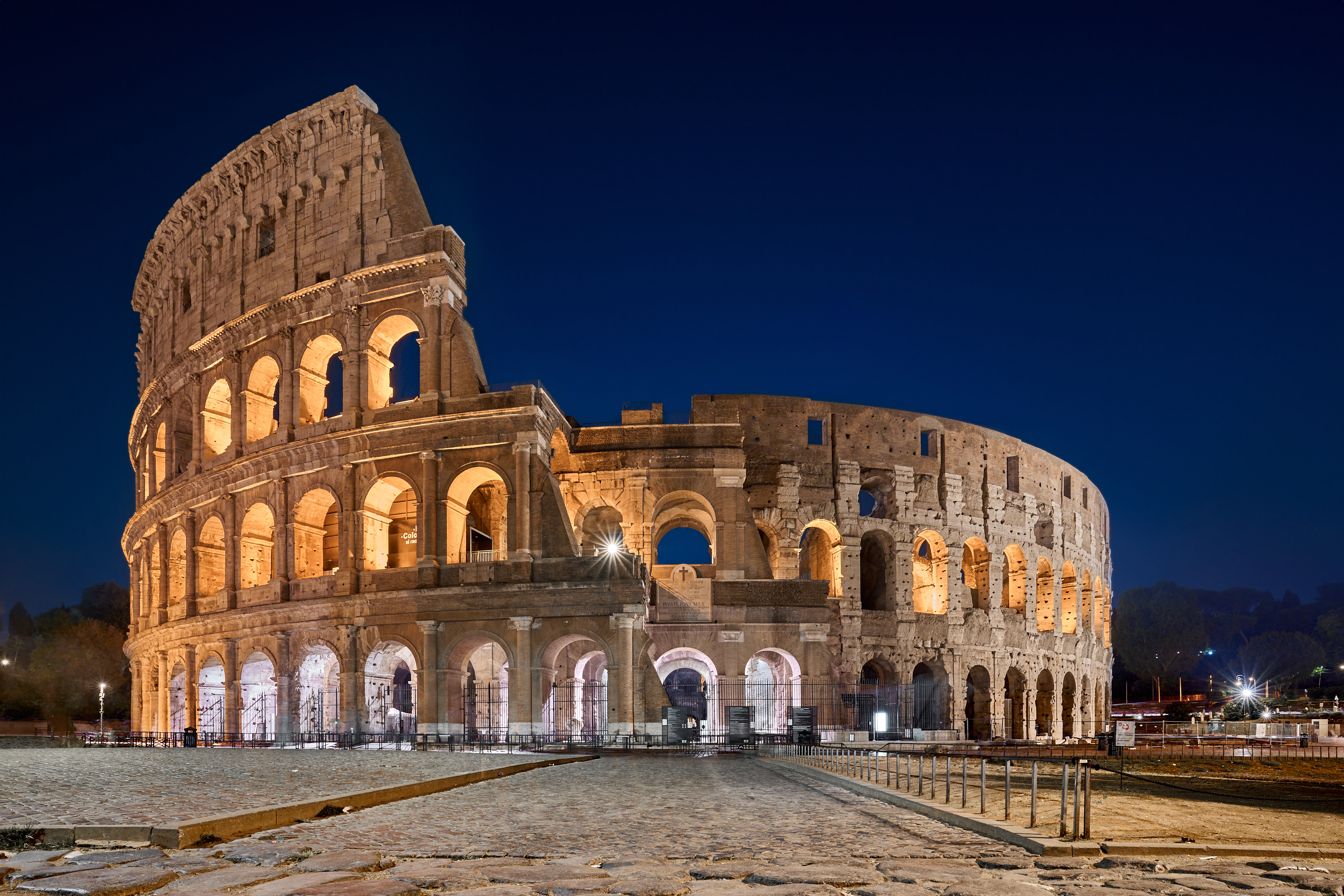
콜로세움
(로마 역사지구)

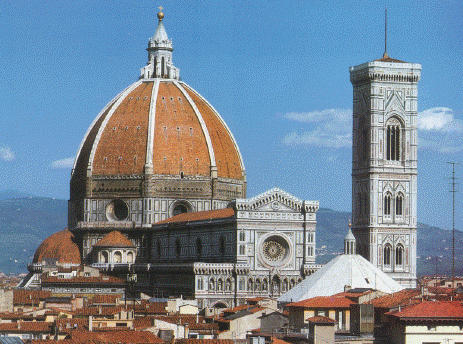
피렌체 대성당

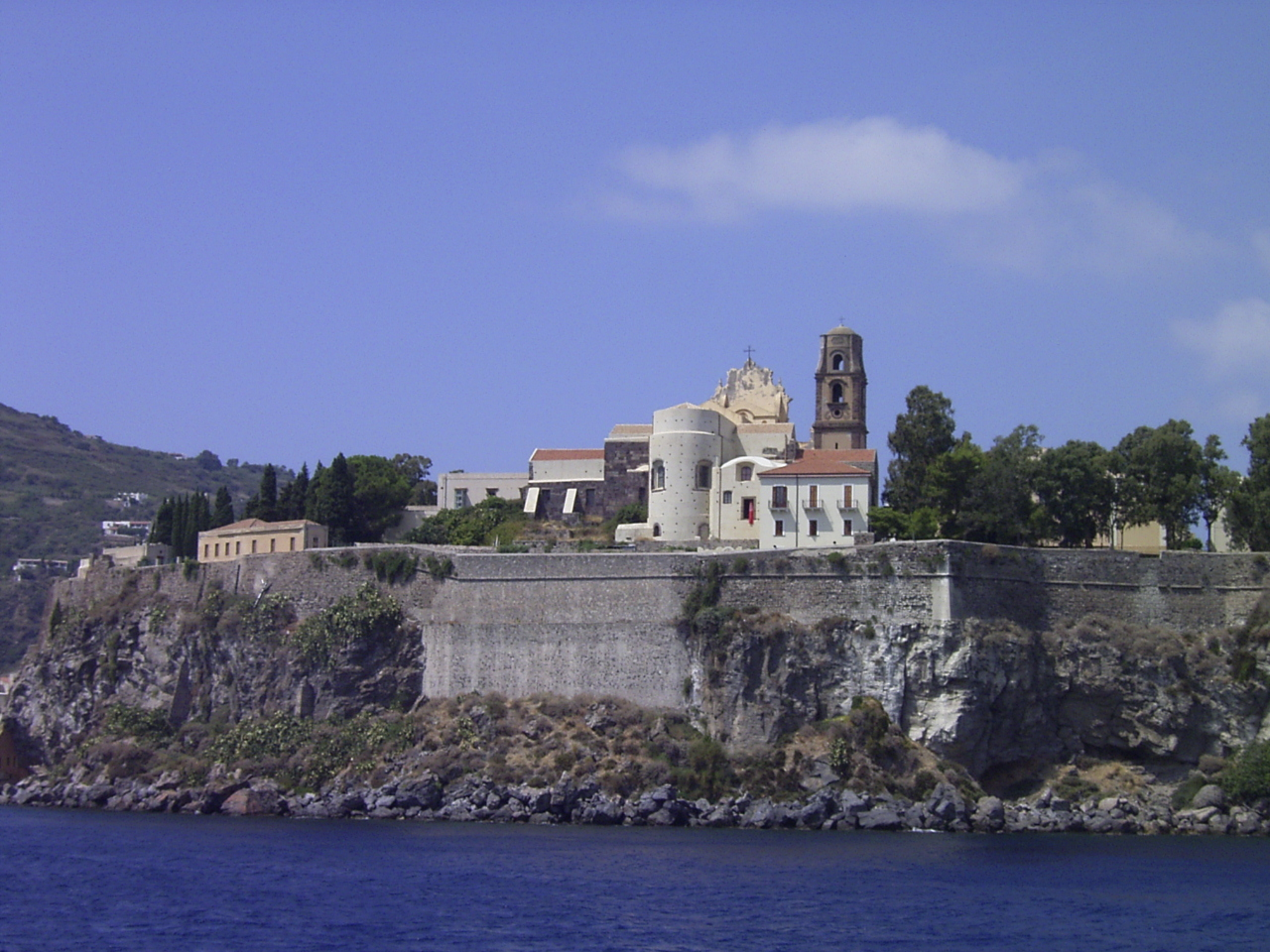
에올리안섬

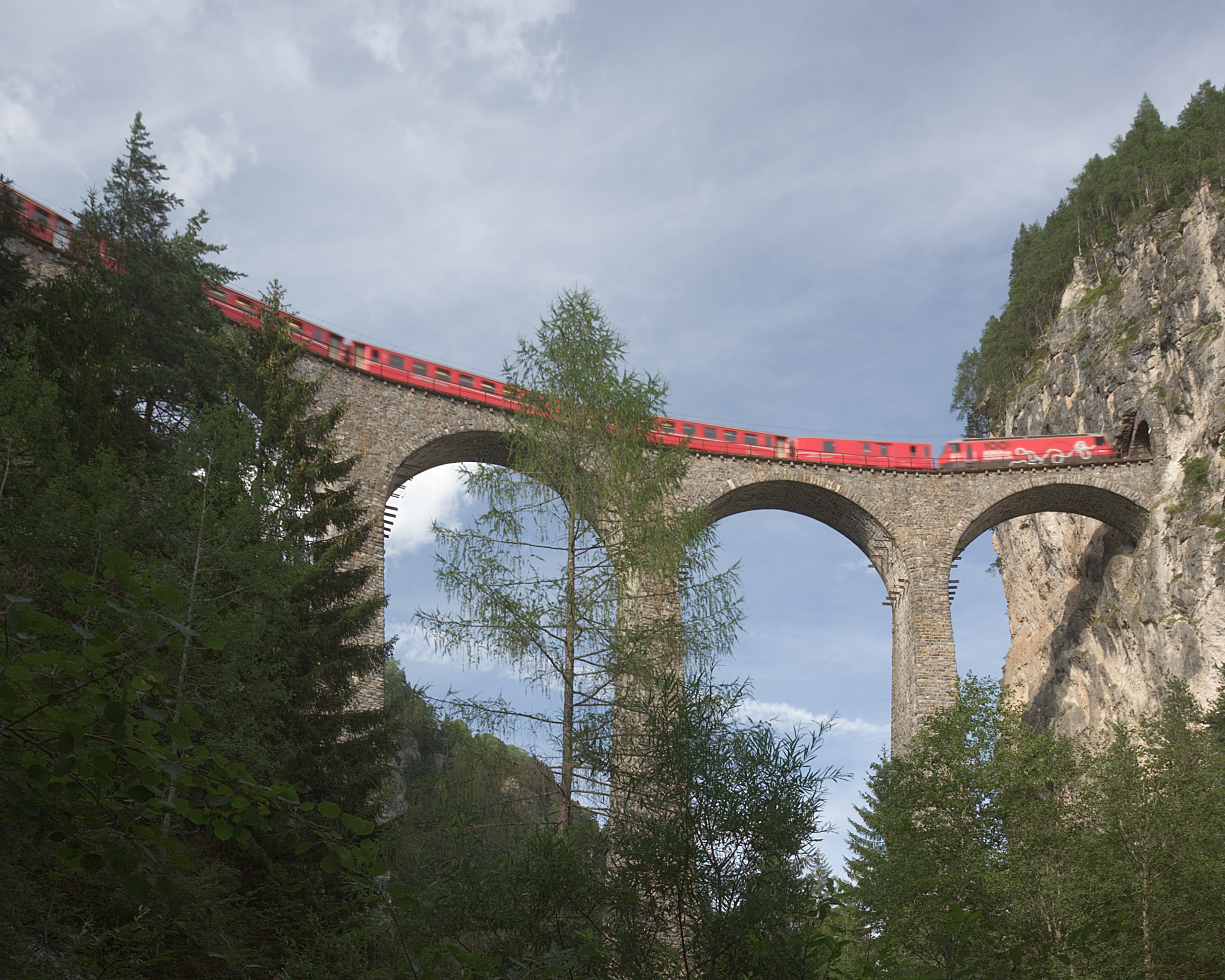
라에티안 철로

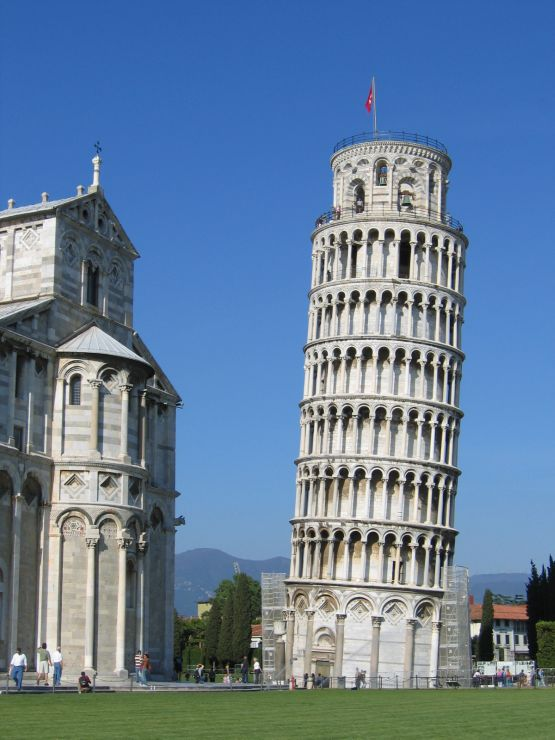
피사의 듀오모 광장

- 산타마리아의 교회와 도미니카 수도원 및 레오나르도 다 빈치의 "최후의 만찬"(1980)
- 피렌체 역사 지구(1982)
- 베네치아와 석호(1987)
- 피사의 두오모 광장(1987)
- 산지미냐노 역사지구(1990)
- 이 사시 디 마테라 주거지(1993)
- 비첸차와 베네토주의 팔라디오 빌라(1994, 1996)
- 크레스피 다다(1995)
- 르네상스 도시 페라라와 포 삼각주(1995, 1999)
- 시에나 역사지구(1995)
- 나폴리 역사지구(1995)
- 몬테성(1996)
- 알베로벨로의 트룰리(1996)
- 라베나의 초기 기독교 기념물(1996)
- 피엔차 역사지구(1996)
- 카세르타 18세기 궁전과 공원, 반비텔리 수로 및 산 루치오(1997)
- 사보이아 왕가의 거주지(1997)
- 파두아 식물원(1997)
- 모데나의 토레 씨비카와 피아차 그란데 성당(1997)
- 폼페이 및 헤르쿨라네움 고고학지역과 토레 아눈치아타(1997)
- 빌라 로마나 델 카살레(1997)
- 수 누락시 디 바루미니(1997)
- 포르토베네레, 생케 테레와 섬들(1997)
- 아말피 해안(1997)
- 아그리젠토 고고학지역(1997)
- 아퀼레이아 고고유적지 및 가톨릭교회(1998)
- 칠렌토 발로 디 디아노 국립공원(1998)
- 우르비노 역사유적지(1998)
- 빌라 아드리아나 고대건축(1999)
- 에올리안섬(2000)
- 아시시, 성 프란체스코의 바실리카 유적(2000)
- 베로나 도시(2000)
- 티볼리에 있는 르네상스식 빌라(2001)
- 발 디 노토의 후기 바로크 도시 (시칠리아 동남부)]](2002)
- 피에몬테와 롬바르디의 지방의 영산(2003)
- 체르베테리와 타르퀴니아의 고분군(2004)
- 오르시아 계곡(2004)
- 시라쿠사와 판탈리카의 절벽의 분묘군(2005)
- 제노바의 롤리 왕궁 및 신작로 유적지(2006)
- 만토바와 사비오네타(2008)
- 알불라·베르니나 문화경관지역의 라에티안 철로(2008)
- 돌로미테스(2009)
- 몬테 산 조지오(2010)
- 알프스주변의 선사시대 호상가옥(2011)
- 이탈리아의 롱고바르드(2011)
- 메디치 빌라와 정원(2013)
- 에트나산(2013)
- 피에몬테의 랑게-로에르, 몬페라토 포도밭 경관(2014)
- 16~17세기에 만들어진 베네치아공화국의 요새들(베네치아~크로아티아, 2017)
- 아펜니노산맥의 너도밤나무 숲(2017)
- 20세기 이상적인 산업도시 이브레아(2018)
- 코넬리아노와 발도비아데네의 프로세코 언덕(2019)
- 파도바의 14세기 프레스코화 유적들(2021)
- 유럽의 온천타운 중 몬테카티니(2021)
- 볼로냐의 회랑(포르티치, 2021)
- 북부 아펜니노 산맥의 증발 카르스트와 동굴 (2023)
- 아피아 가도, 도로의 여왕 (2024)

## 체코
- 프라하 역사 지구(1992)
- 체스키크룸로프 역사 지구(1992)
- 텔치 역사 지구(1992)

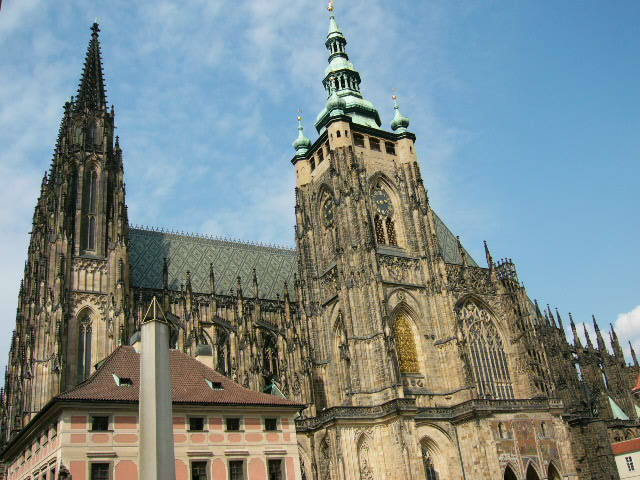
프라하의 성 비타 성당

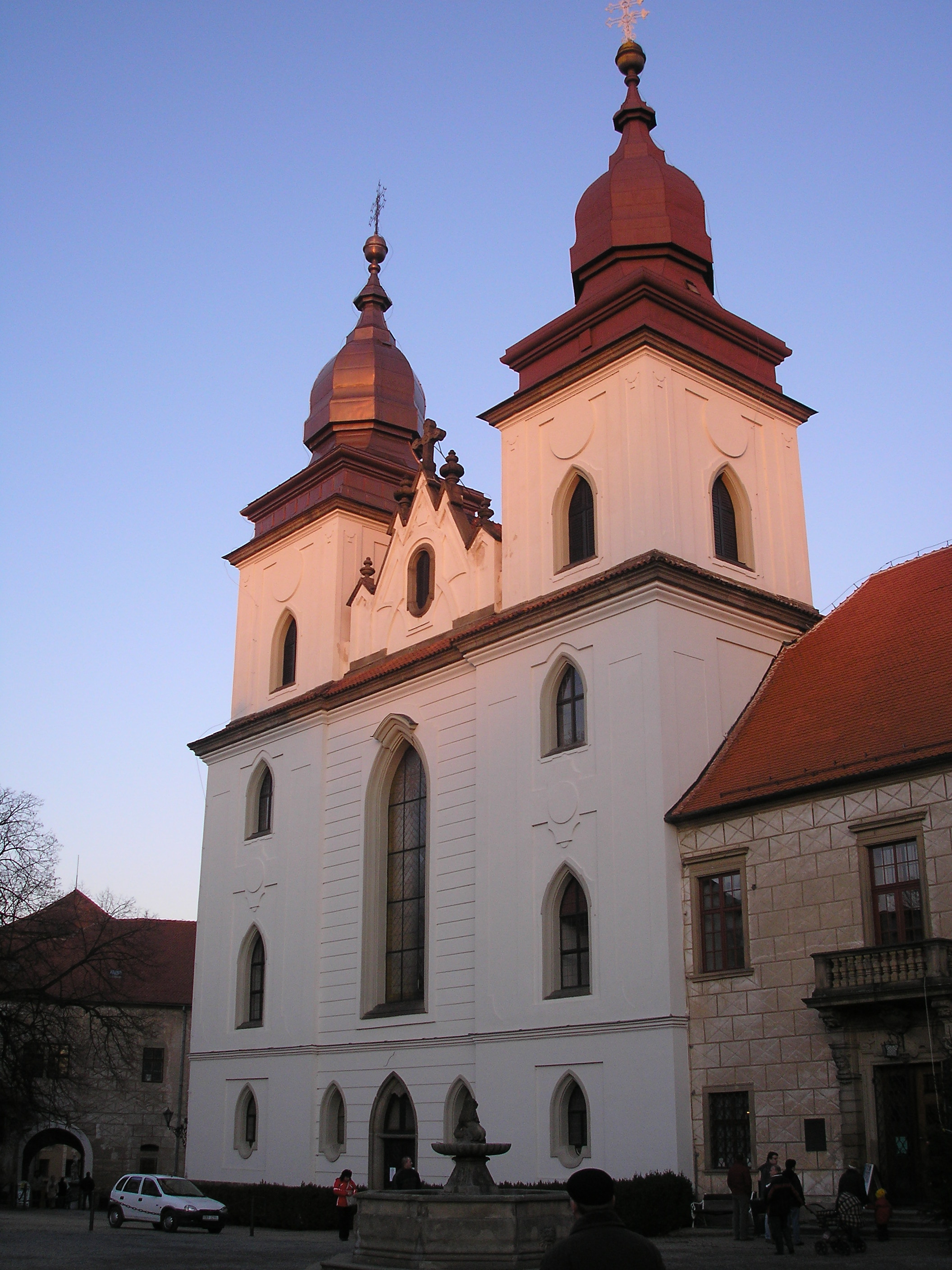
트레빅의 성 프로코피오 교회

- 젤레나호라의 성 요한 순례교회(1994)
- 쿠트나호라 역사 지구(1995)
- 레드니스-발티스 문화경관(1996)
- 홀라소비스 역사마을 보존지구(1998)
- 크로메리즈의 정원과 성(1998)
- 리토미슬성(1999)
- 올로모우츠의 성 삼위일체 석주(2000)
- 브르노 지역의 투겐하트 별장(2001)
- 트르제비치의 유대인 지구와 성 프로코피오 교회(2003)
- 무트 카우수키의 정원(2004)

## 크로아티아

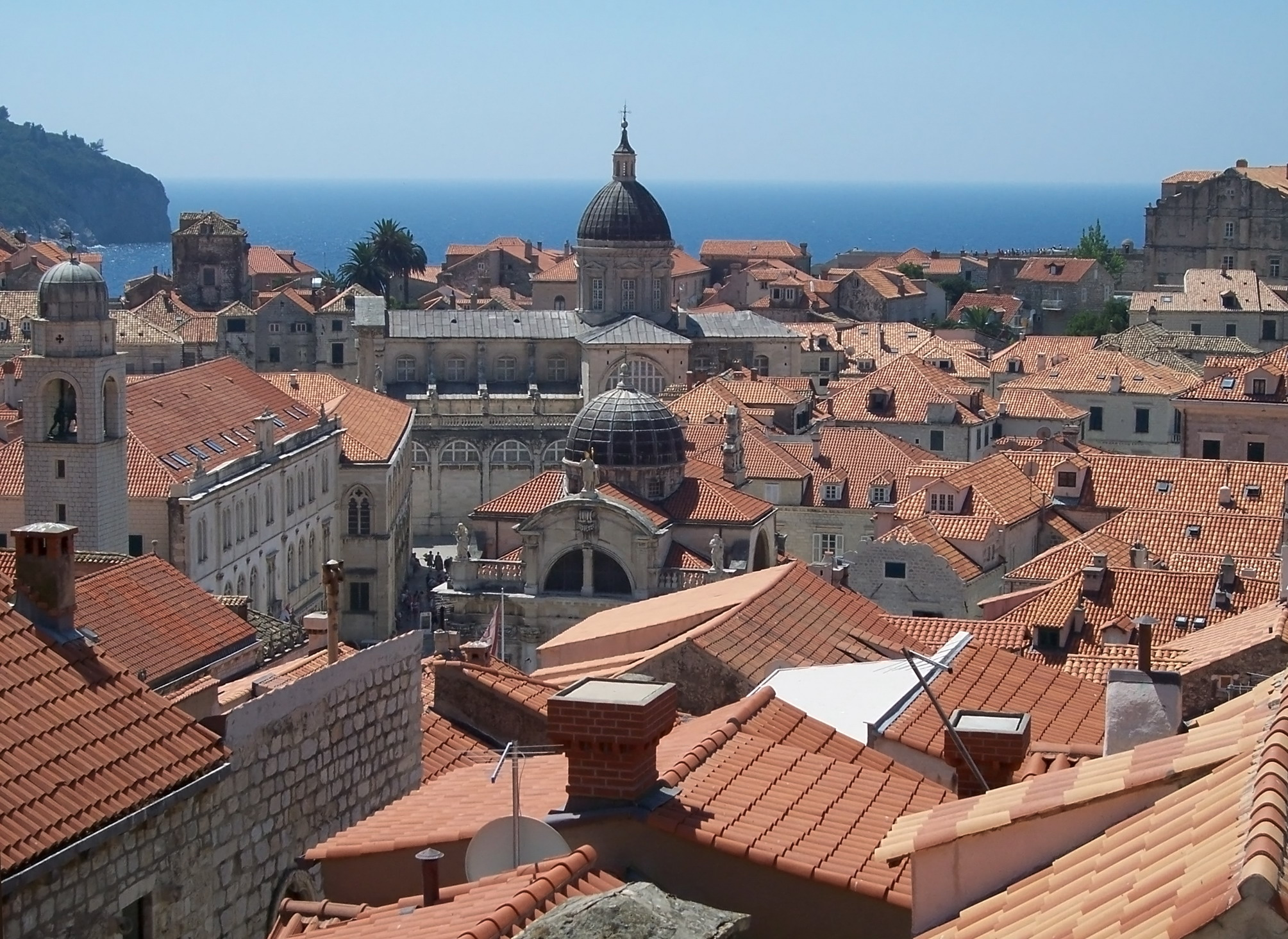
두보로브니크 구 시가지

- 플리트비체 호수 국립공원(1979, 2000)
- 두보로브니크 구 시가지(1979, 1994)
- 스플리트의 디오클레티안 궁전과 역사 건축물(1979)
- 포레치 역사지구 성공회 건축물(1997)
- 트로기르 역사 도시(1997)
- 시베니크 성야고보 성당(2000)
- 스타리그라드 평야(2008)

## 포르투갈

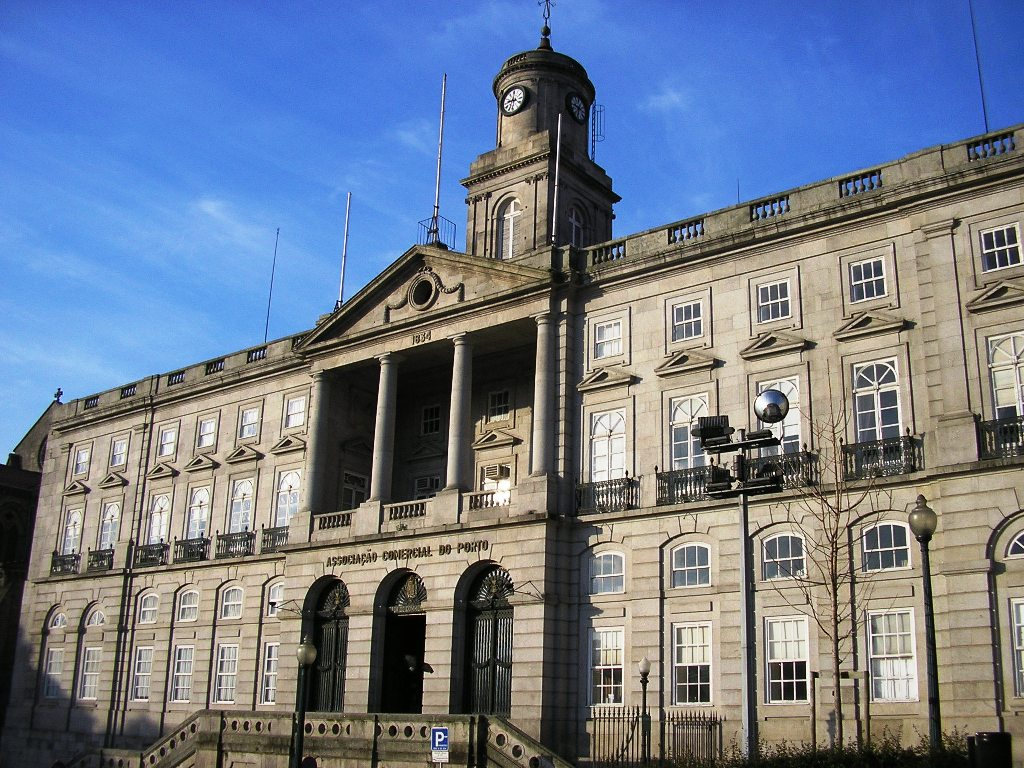
포르투의 옛 증권거래소

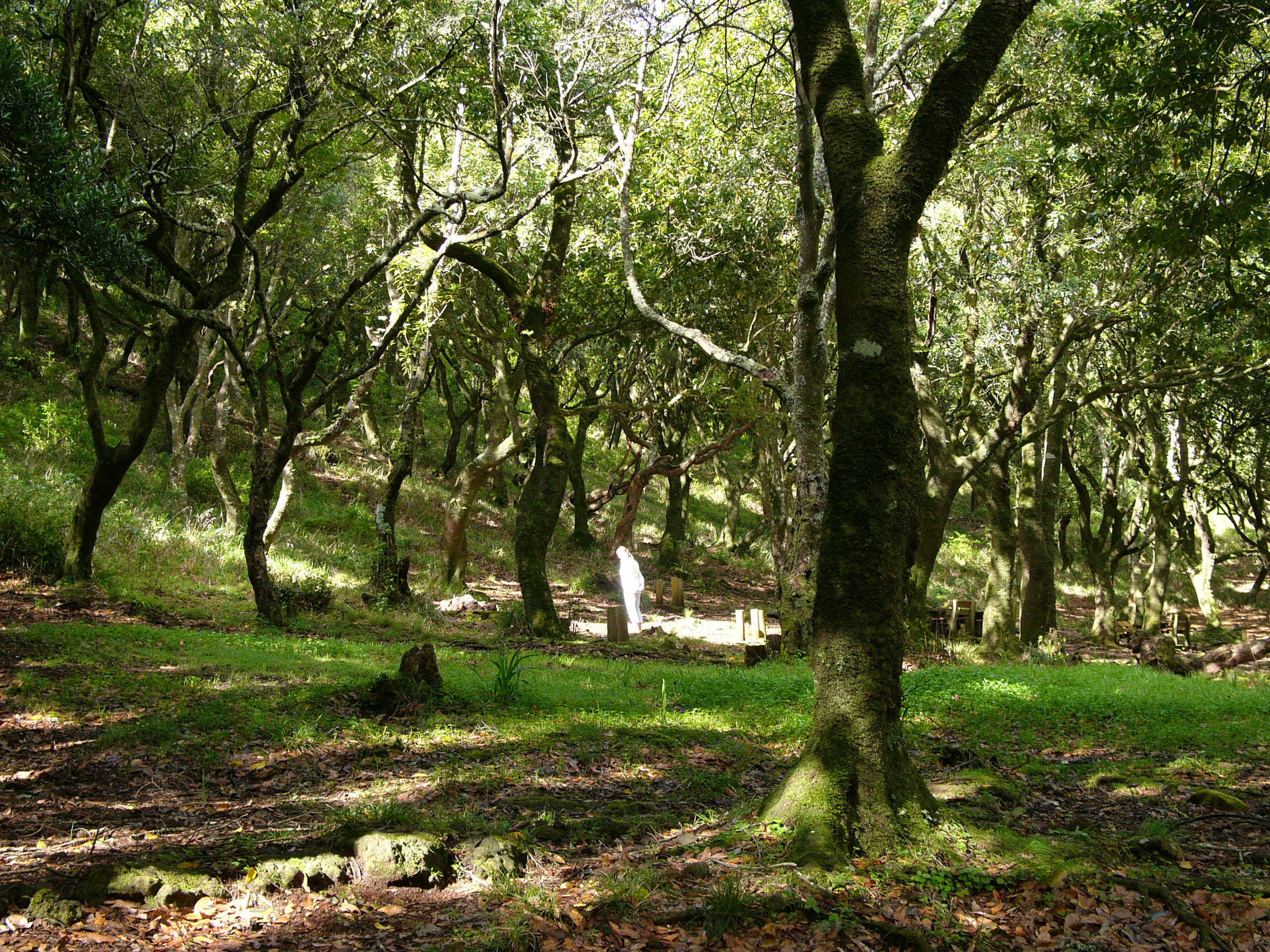
마데이라의 라우리실바

- 리스본 제로니무스 수도원과 벨렝 탑(1983)
- 바탈랴 수도원(1983)
- 앙그라 두 에루이스무 옛 시가지(1983)
- 투마르 수도원(1983)
- 에보라 역사지구(1986)
- 알코바사 수도원(1989)
- 신트라 문화경관(1995)
- 포르투 역사지구(1996)
- 코아 계곡의 선사시대 암각화(1998) : 2010년 스페인의 시에가베르데로 확대
- 마데이라의 라우리실바(1999) : 90% 원시림으로 이루어진 살아남은 가장 큰 조엽수림
- 기마랑이스 역사지구(2001)
- 알투 도루 와인 산지(2001)
- 피쿠섬의 포도밭 문화 경관(2004)
- 국경도시 엘바스와 요새(2012)
- 코임브라 대학교 – 알타와 소피아(2013)

## 폴란드
- 크라쿠프 역사 지구(1978)
- 비엘리치카 소금광산(1978)
- 아우슈비츠 강제 수용소(1979)
- 비아워비에자 숲(1979, 1992)
- 바르샤바 역사 지구(1980)
- 자모시치 구 시가지(1992)
- 토룬 중세마을(1997)
- 말보르크의 게르만 양식 성(1997)
- 칼아리아 제브르지도우카(1999)

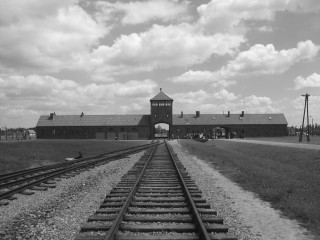
아우슈비츠 제2 강제 수용소

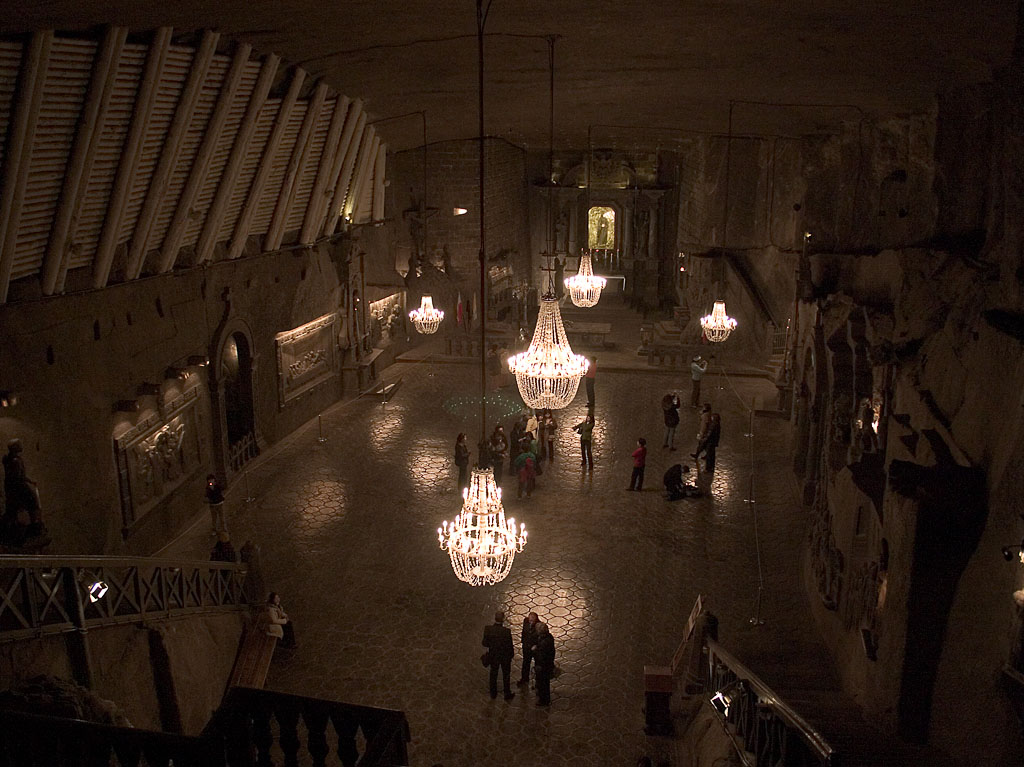
비엘리치카 소금광산

- 자워와 스위드니카의 자유교회(2001)
- 남부 리틀폴란드의 목조 교회(2003)
- 브로클로브의 백주년회관(2006)
- 벨리제카의 소금광산(2008)

## 프랑스
- 베르사유 궁전(1979)
- 몽생미셸섬과 주변 만(1979)
- 샤르트르 대성당(1979)
- 베젤레 계곡의 동굴벽화(1979)
- 베젤레 교회와 언덕(1979)
- 아미앵 대성당(1981)
- 퐁텐블로 궁전과 정원(1981)
- 샹보르성(1981)
- 퐁테네의 시토파 수도원(1981)

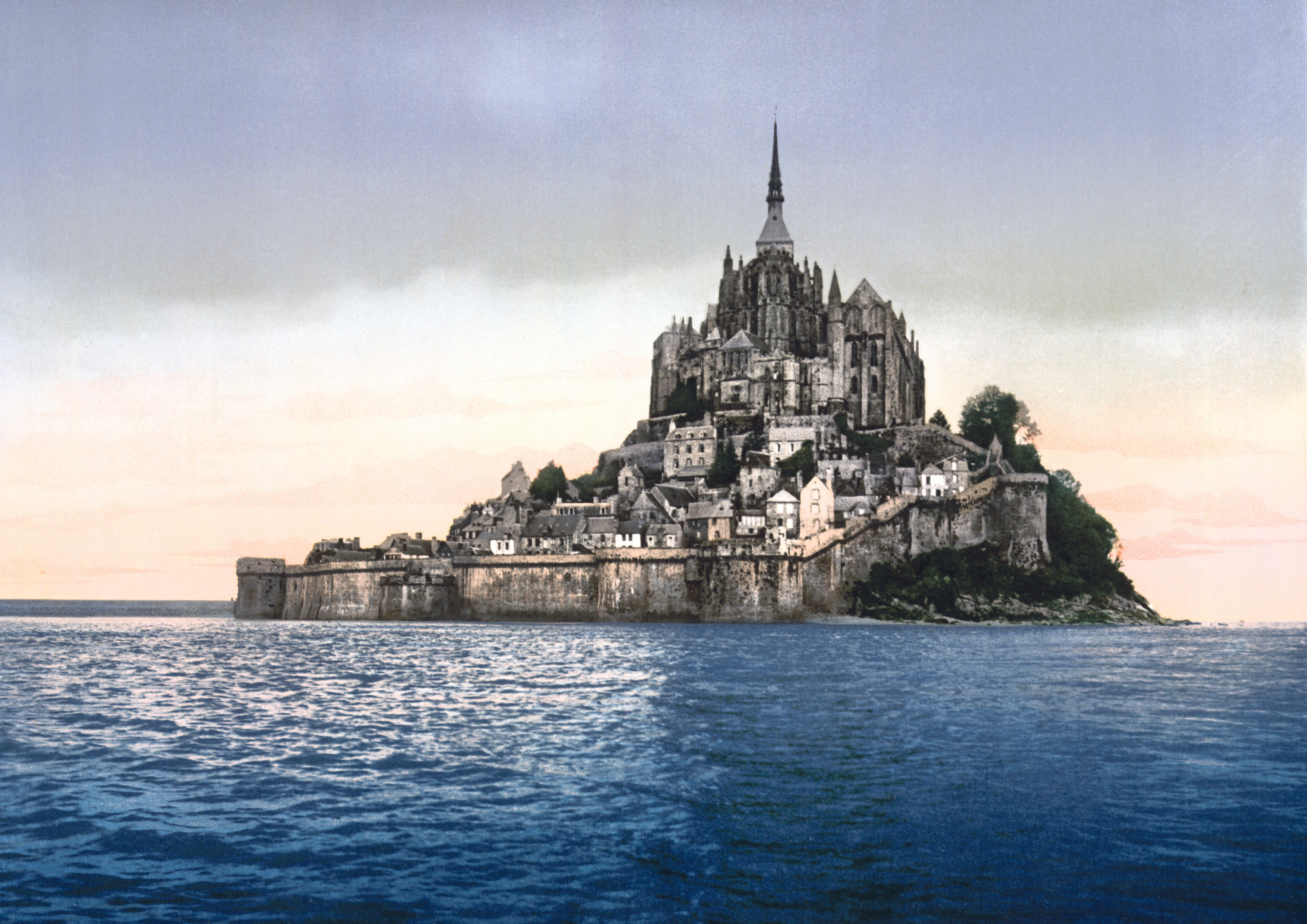
몽생미셸

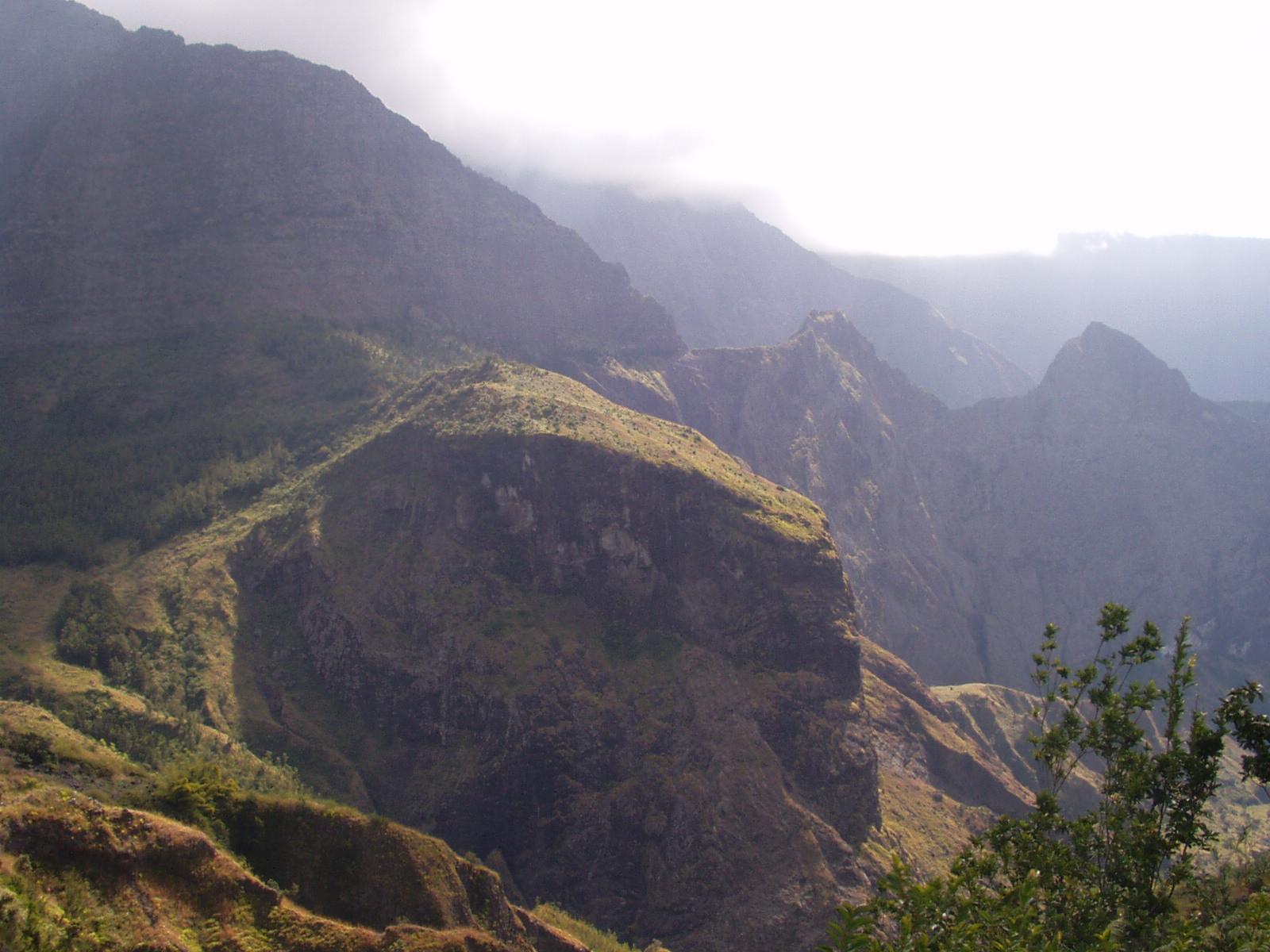
레위니옹섬의 Mafate 권곡

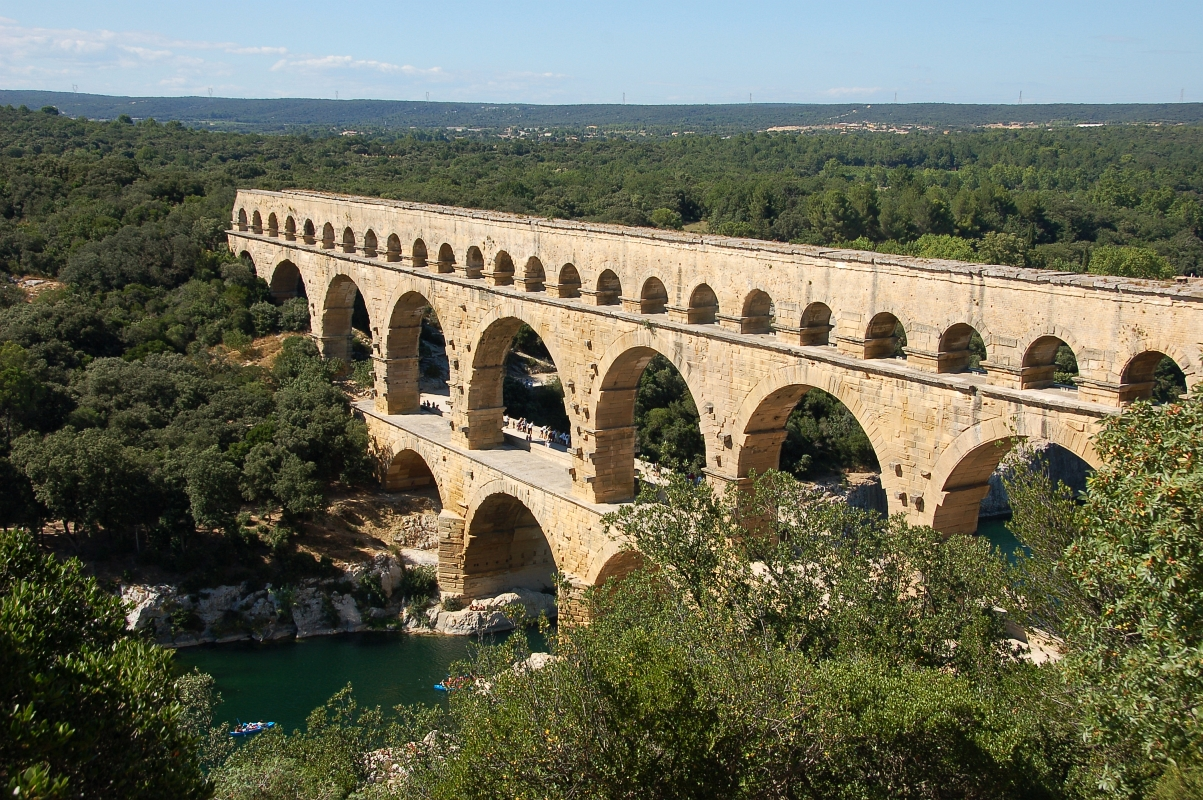
퐁뒤가르

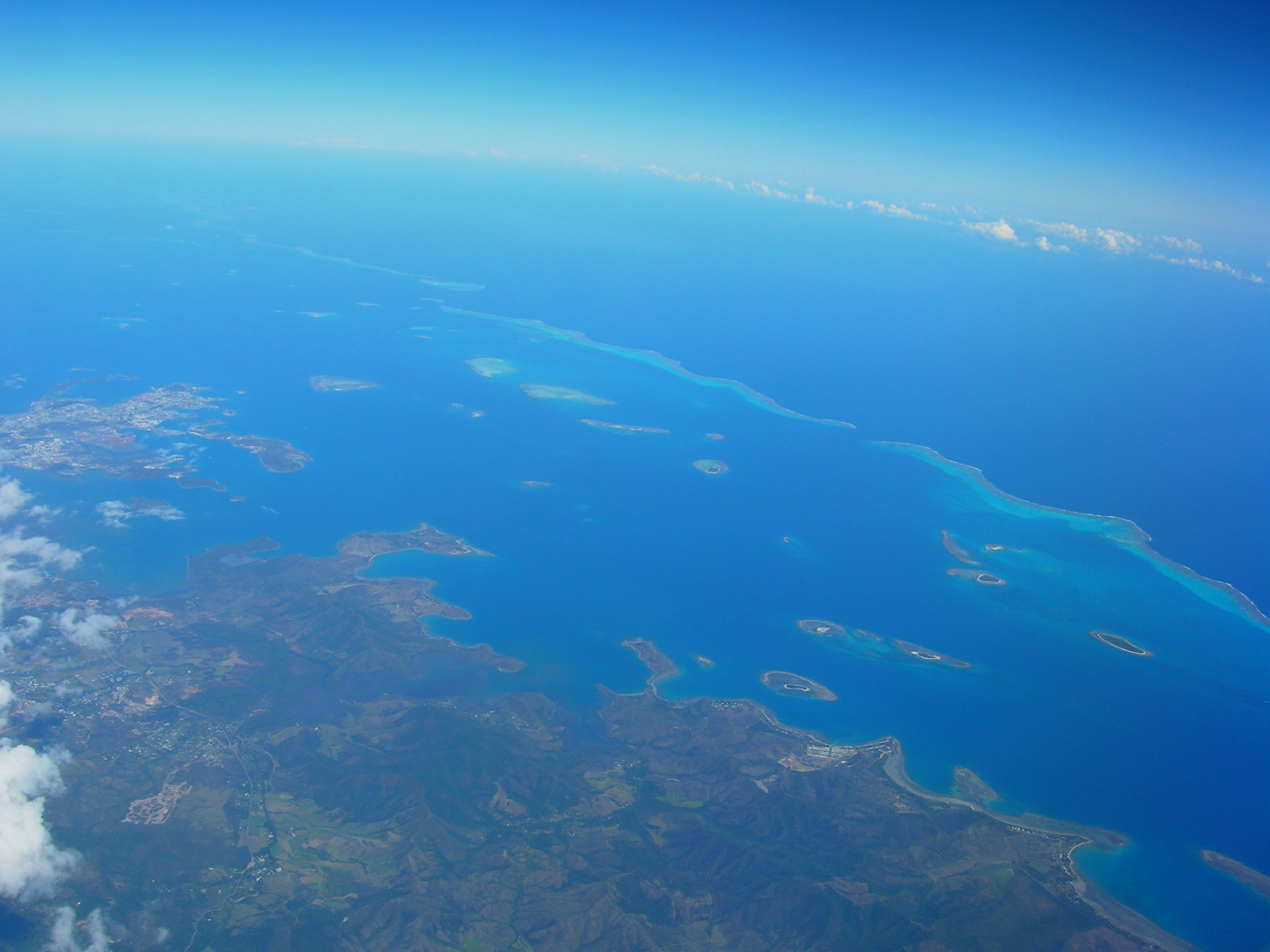
누벨칼레도니섬 석호: 다양한 사주와 생태계

- 오랑주지방의 로마시대 극장과 개선문(1981)
- 아를의 로마시대 기념물(1981)
- 아르크 에 세낭 왕립 제염소(1982)
- 지롤라타곶과 포르토만, 스캔돌라 자연보호지역(1983)
- 낭시의 스태니슬라스 광장, 캐리에르와 알리앙스광장(1983)
- 생 사벵 쉬르 가르탕페 교회(1983)
- 퐁뒤가르-로마시대 수로(1985)
- 스트라스부르 구 시가지(1988)
- 파리의 센강변(1991)
- 노트르담 성당과 상트레미 수도원 및 타우 궁전(1991)
- 부르주 대성당(1992)
- 벨기에와 프랑스의 종루군(1999, 2005)
- 아비뇽 역사 지구(1995)
- 미디 운하(1996)
- 카르카손 역사 요새 도시(1997)
- 피레네-몽 페르 뒤(1997, 1999)
- 리옹 유적지(1998)
- 콤포스텔라의 상티아주 길(1998)
- 생태밀리옹 포도 재배 지구(1999)
- 프로뱅 지역의 중세 도시 상가 지역(2001)
- 오귀스트 페레에 의해 재건된 르아브르(2005)
- 달의 항구, 보르도(2007)
- 누벨칼레도니섬 석호: 다양한 사주와 생태계(2008)
- 보방의 성채(2008)
- 레위니옹섬의 봉우리와 원형협곡, 성벽(2010)
- 알비의 주교도시(2010)
- 코즈와 세벤의 중세농경목축문화경관(2011)
- 알프스주변의 선사시대 호상가옥(2011)
- 노르파드칼레의 광산 분지(2012)
- 퐁다르크 장식동굴(아르데슈의 쇼베 동굴벽화, 2014)

## 핀란드
- 라우마 구시가지(1991)
- 수오멘린나 요새(1991)
- 페태얘베시 구교회(1994)
- 베를라 쇄목제재소(1996)

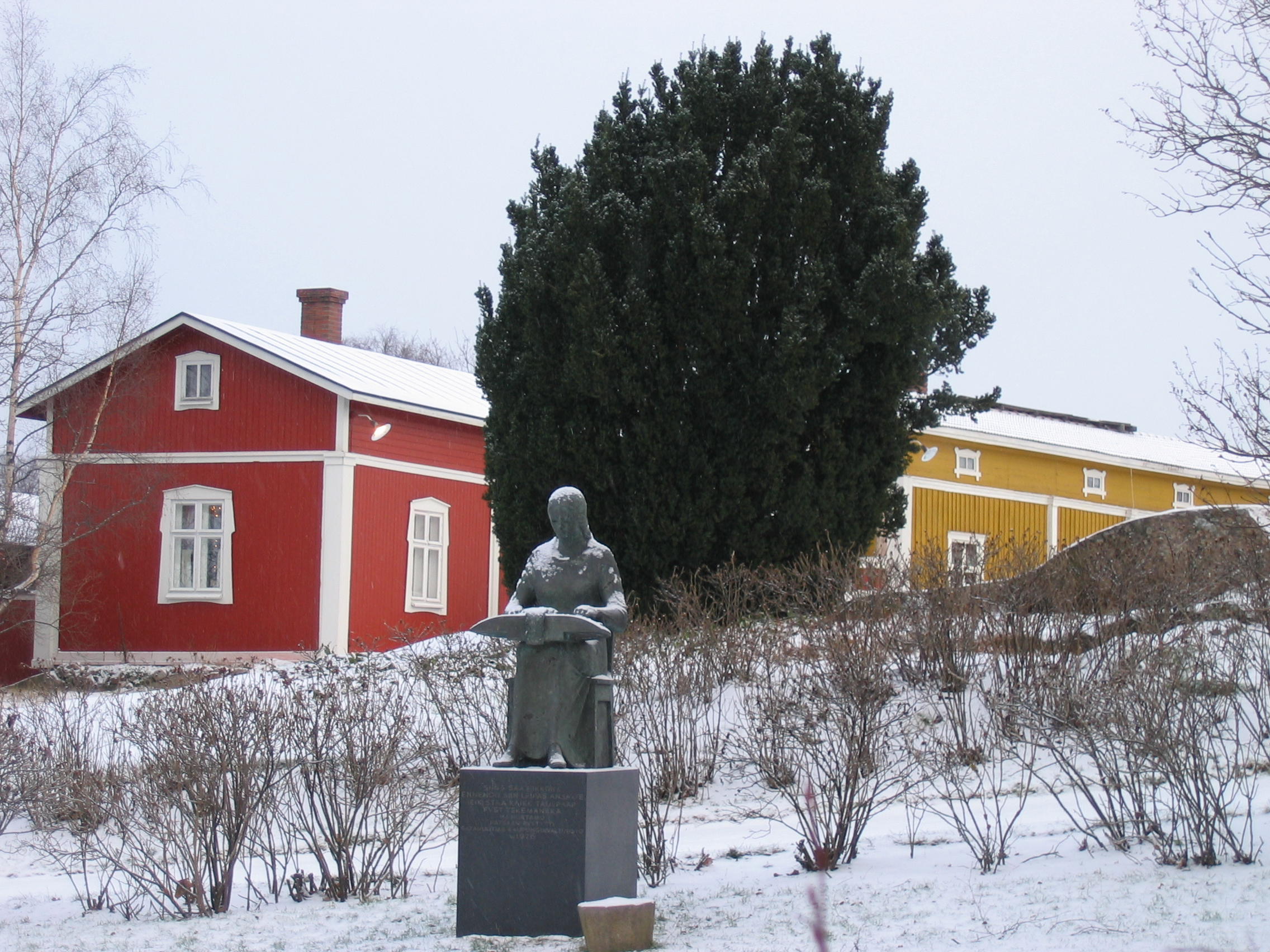
라우마 구 시가지

- 사말라흐덴매키 청동기시대 고분군(1999)
- 스트루베 측지 아크(2005)

## 헝가리

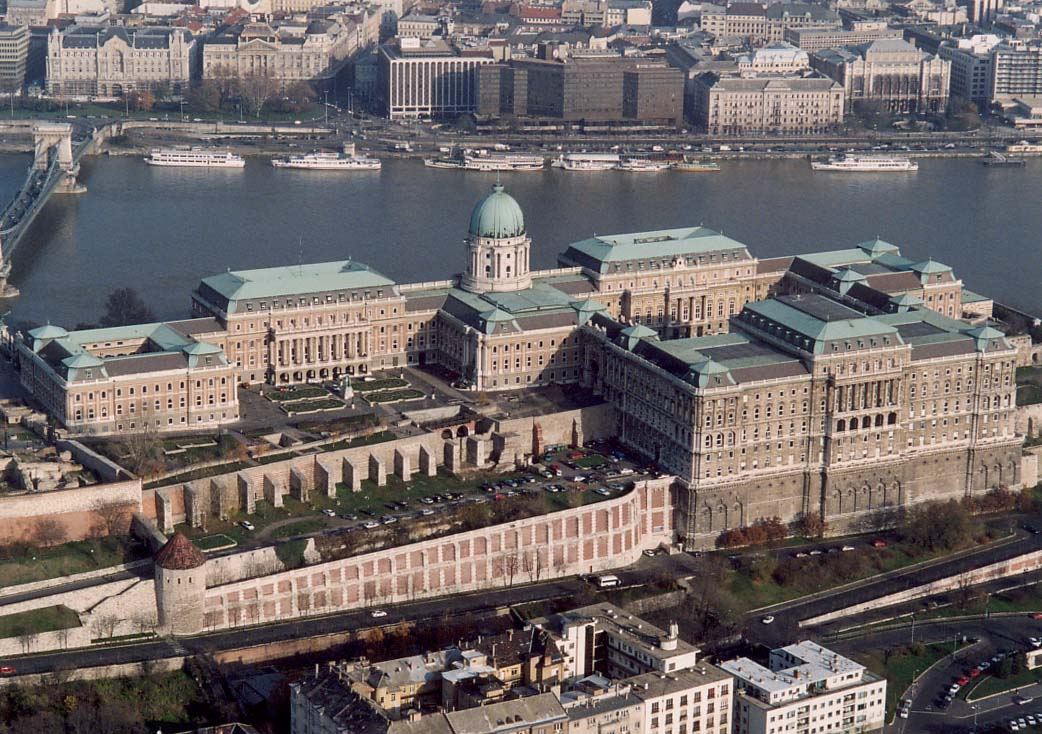
부다페스트

- 안드레시 애비뉴와 부다페스트의 도나우강 연안과 부다성 지구(1987, 2002)
- 홀로 퀘 전통마을(1987)
- 애그텔레크 동굴과 슬로바크의 카르스트 지형(1995)
- 파논할마의 베네딕트 천년 왕국 수도원과 자연환경(1996)
- 호르토버기 국립공원(1999)
- 페치 초기 기독교 묘지(2000)
- 페르퇴/노지들레르씨(2001)
- 토카지 와인 지역 문화 유산(2002)

## 같이 보기
- 아시아의 세계유산
- 아프리카의 세계유산
- 북아메리카의 세계유산
- 남아메리카의 세계유산
- 오세아니아의 세계유산